# Retrodesign

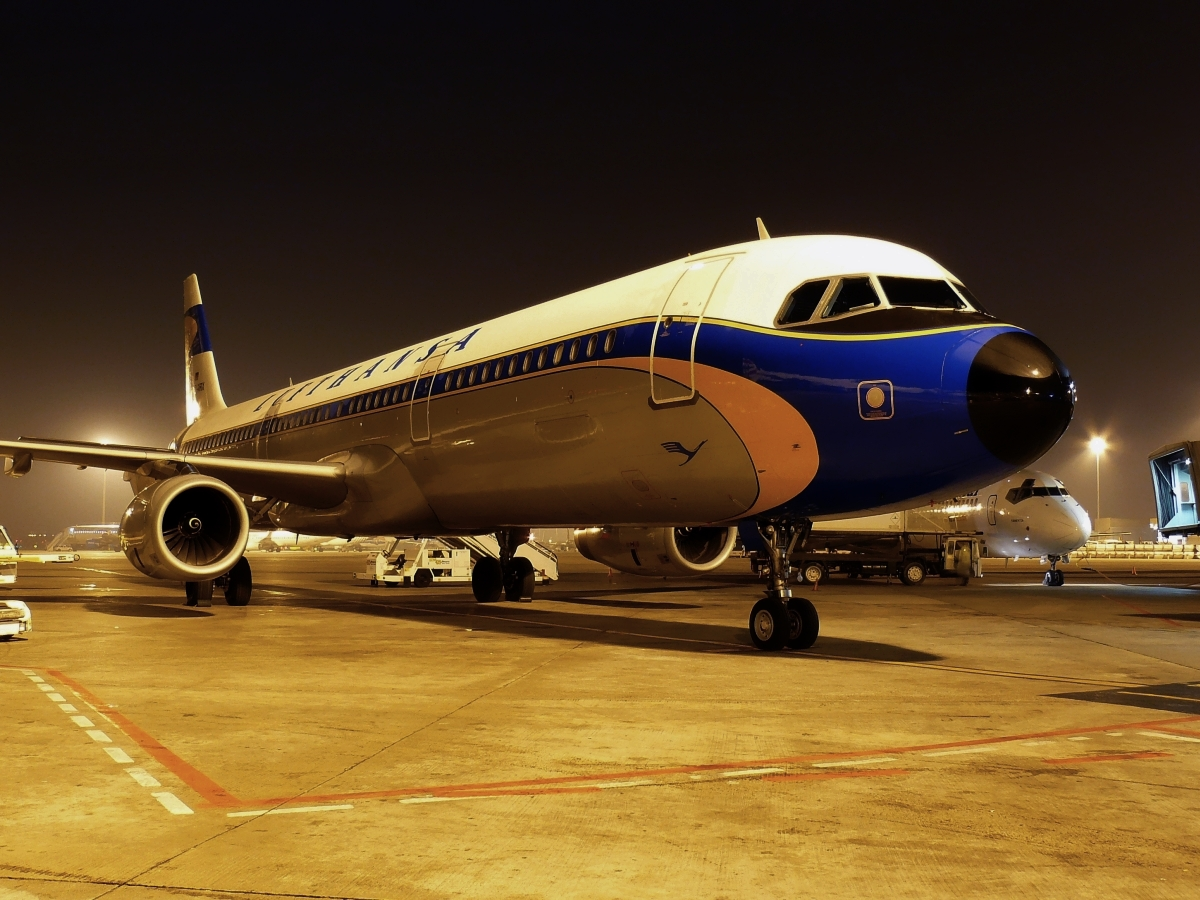
Der Airbus A321 D-AIRX „Weimar“ der Lufthansa in einem Retroanstrich

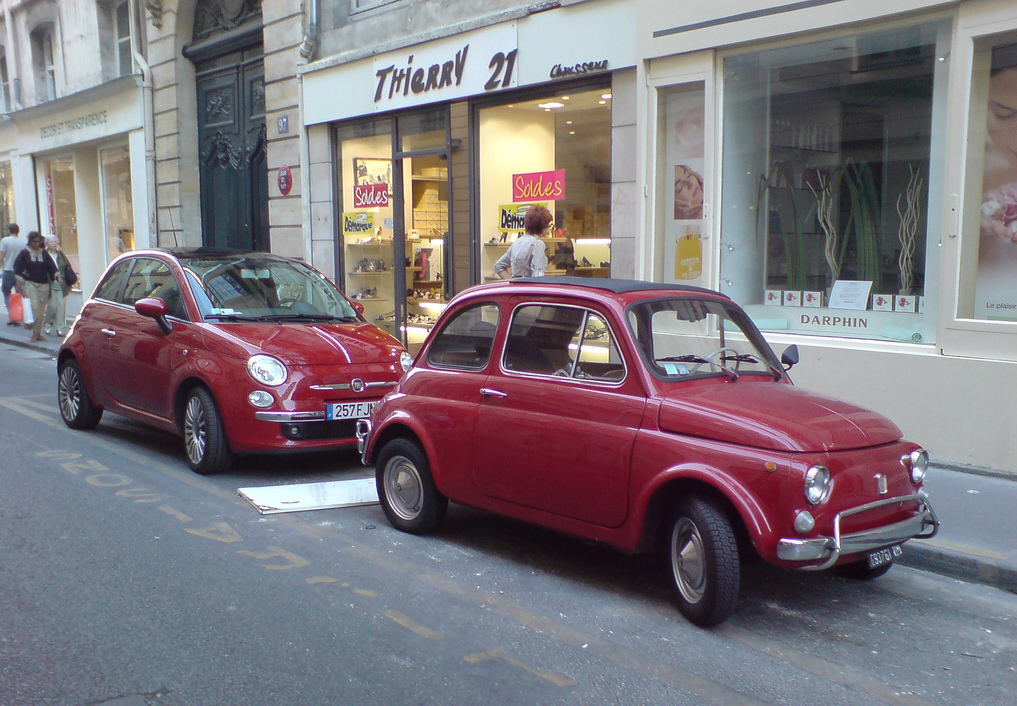
Fiat 500 von 1957 und 500, 2007

Retrodesign (von Retro und Design) ist ein Stil der Formgebung für Produkte, bei der Gestaltungselemente (Farben, Formen, Symbole, Materialien) vergangener Zeiten wiederverwendet werden. Retrodesign tritt vor allem in zwei Ausprägungen auf: Zum einen kann es Design sein, das es in der heutigen Gestaltungsform auch schon in der Vergangenheit gab, zum anderen kann mit charakteristischen alten Elementen die Erinnerung an ein Produkt vergangener Zeiten geweckt werden. Auch innovative Produkte, wie zum Beispiel neue Automodelle, erhalten aus Marketing- oder anderen Gründen ein Retrodesign.

## Automobilbau

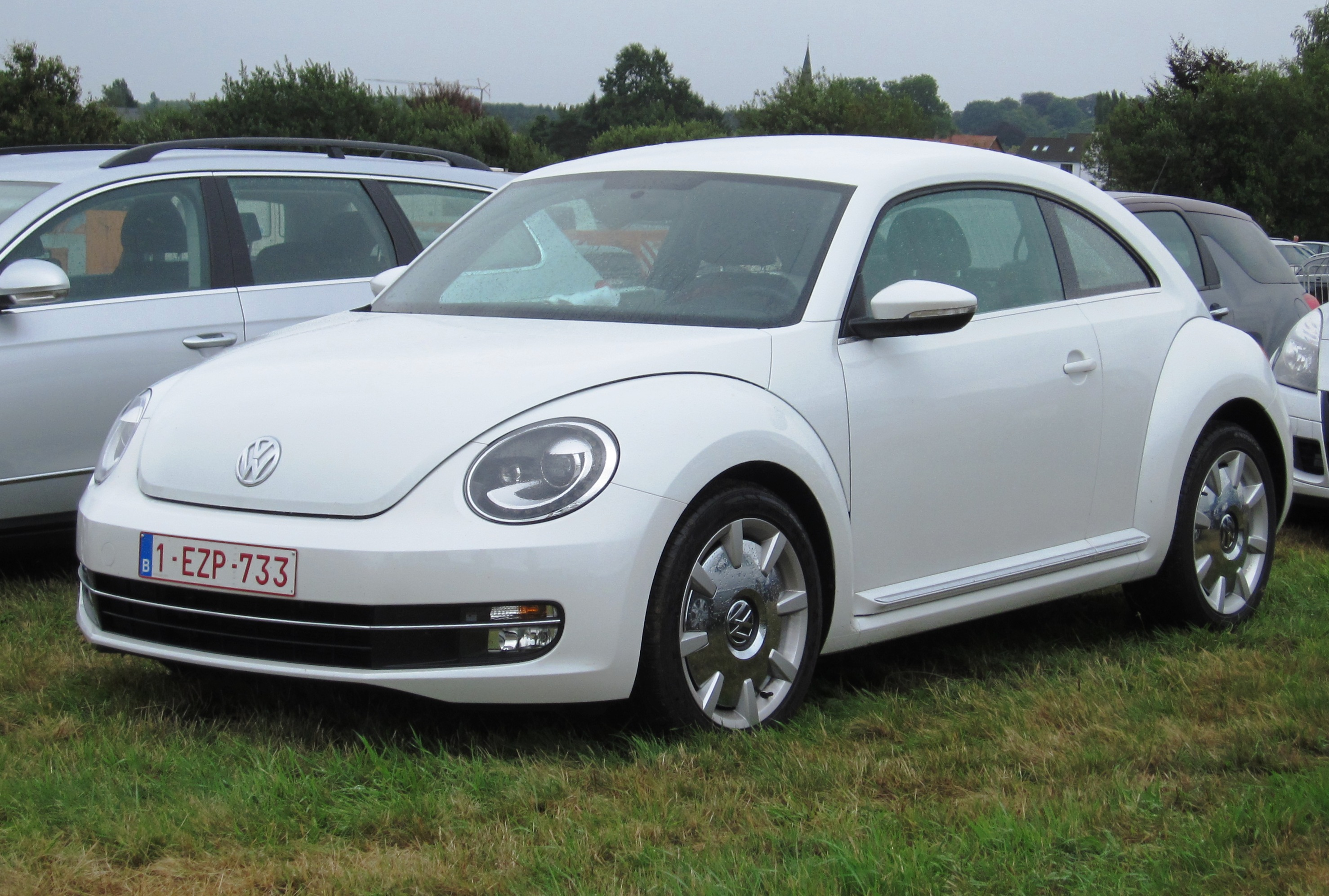
VW Beetle von 2011 der an Karosserieformen des VW Käfer von 1946 erinnert

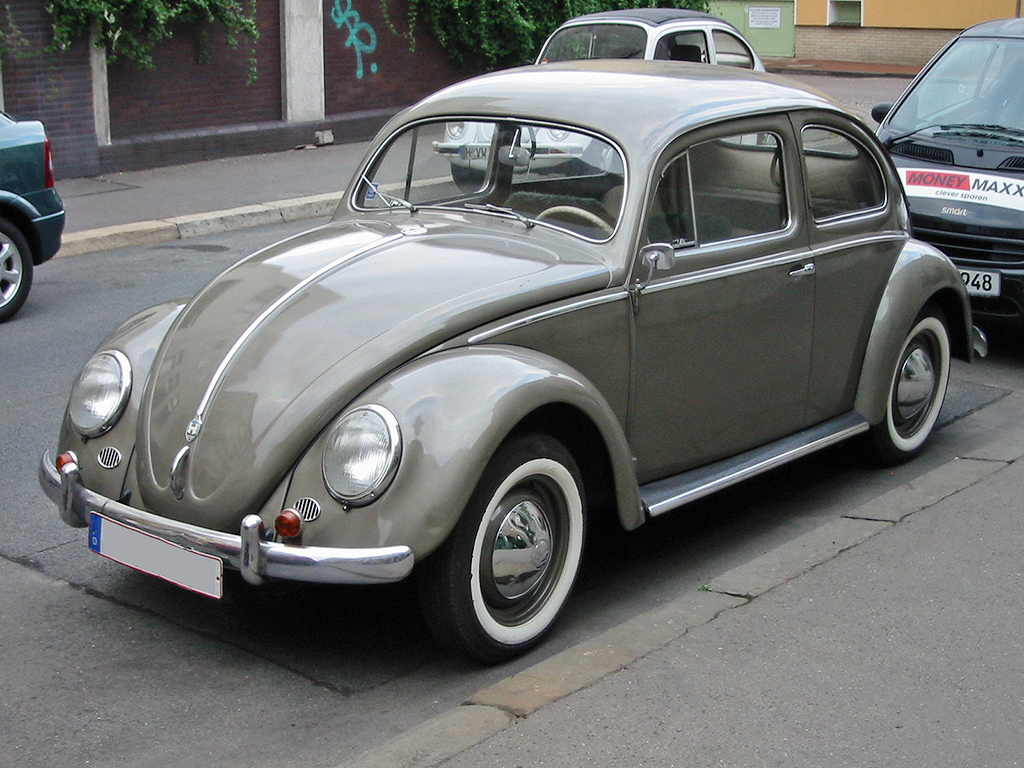
VW Käfer von 1965

Retrodesign beim Automobildesign orientiert sich an typischen Karosserieformen früherer Epochen. Dieser Designtrend entwickelte sich in den frühen 1990er Jahren und führte dazu, dass fast alle Automobilmarken Modelle vorstellten, die sich formal auf Autos der 1950er und 1960er Jahre bezogen.
Retrodesign zitiert meistens ganze Fahrzeuge, oft Klassiker des Automobildesigns. Andere Formen der Übernahme klassischer Stilelemente sind die Revival Cars und das New Classic Design. Technisch können Retro-Autos stark vom Konzept ihrer historischen Vorbilder abweichen.
Bereits im Jahr 1961 verwendete der amerikanische Designer Virgil Exner für die neuen Modelle der Chrysler-Spitzenmarke Imperial Elemente klassischen Automobildesigns. Die 1961er Imperial trugen frei stehende Frontscheinwerfer, und die Flanken der Wagen erhielten einen Chromstreifen, der die Linie geschwungener Kotflügel imitierte. Später übertrug Exner das Konzept auf die neu gegründete Marke Stutz Motor Car of America, deren Blackhawk-Reihe in den USA als Revival Car bezeichnet wird. Der Cadillac Seville von 1980 zitiert das Hooper-Heck der 1950er Jahre und der Lincoln Mark VII von 1983 besaß eine angedeutete Reserveradausbuchtung in der Kofferraumklappe.
Einen ersten Höhepunkt erreichte das Retrodesign mit dem Mazda MX-5, der 1989 bis 1998 in seiner ersten Form fast eine Kopie des Lotus Elan von 1962 darstellte und als der erste neu konstruierte Roadster seit Jahrzehnten gilt. In den Jahren 1989 bis 1991 wurden auch von Nissan die im Retrodesign gehaltenen Nissan Pao, Nissan Figaro und Nissan S-Cargo in Kleinserie produziert. In Japan sind zudem seit den 1990er Jahren Retropakete für verschiedene Kleinwagenmodelle populär (zum Beispiel für den Daihatsu Mira oder den Subaru Vivio). Der Erfolg des Retrodesigns in Japan ist auch der dortigen Kawaii-Ästhetik geschuldet.
Im Jahre 1994 wurde eine Retroversion des VW Käfer als Studie „VW Concept 1“ auf der Detroit Motor Show vorgestellt. Da die Reaktionen der Messebesucher darauf positiv ausfielen, wurde die Studie 1998 auf Basis des Golf IV und mit Verzicht auf den käfertypischen Heckmotor als New Beetle (engl. für Neuer Käfer) auf den Markt gebracht. Dies gilt in Europa als Anfang der bis heute anhaltenden Retrowelle, die 1999 mit dem Jaguar S-Type, 2000 mit dem Mini, 2007 mit dem Fiat 500 und 2009 mit dem Mercedes-Benz SLS AMG fortgesetzt wurde.
Amerikanische Beispiele für das Retrodesign sind der Plymouth Prowler im Stil eines Hot-Rods, der Limousinen der 1930er Jahre nachempfundene Chrysler PT Cruiser und der Ford Thunderbird von 2003. Bedeutender Designer von Retro-Autos ist J Mays. Das Retrodesign hat nach Ansicht von Experten die Emotionalität im Automobildesign zurückgebracht. Anfang der 2000er Jahre hat sich das Retrodesign zum New Classic Design weiterentwickelt. Fahrzeuge wie der Lancia Thesis bestehen aus einer Mischung von klassischen und modernen Designelementen, ohne ein bestimmtes historisches Fahrzeug zu zitieren.

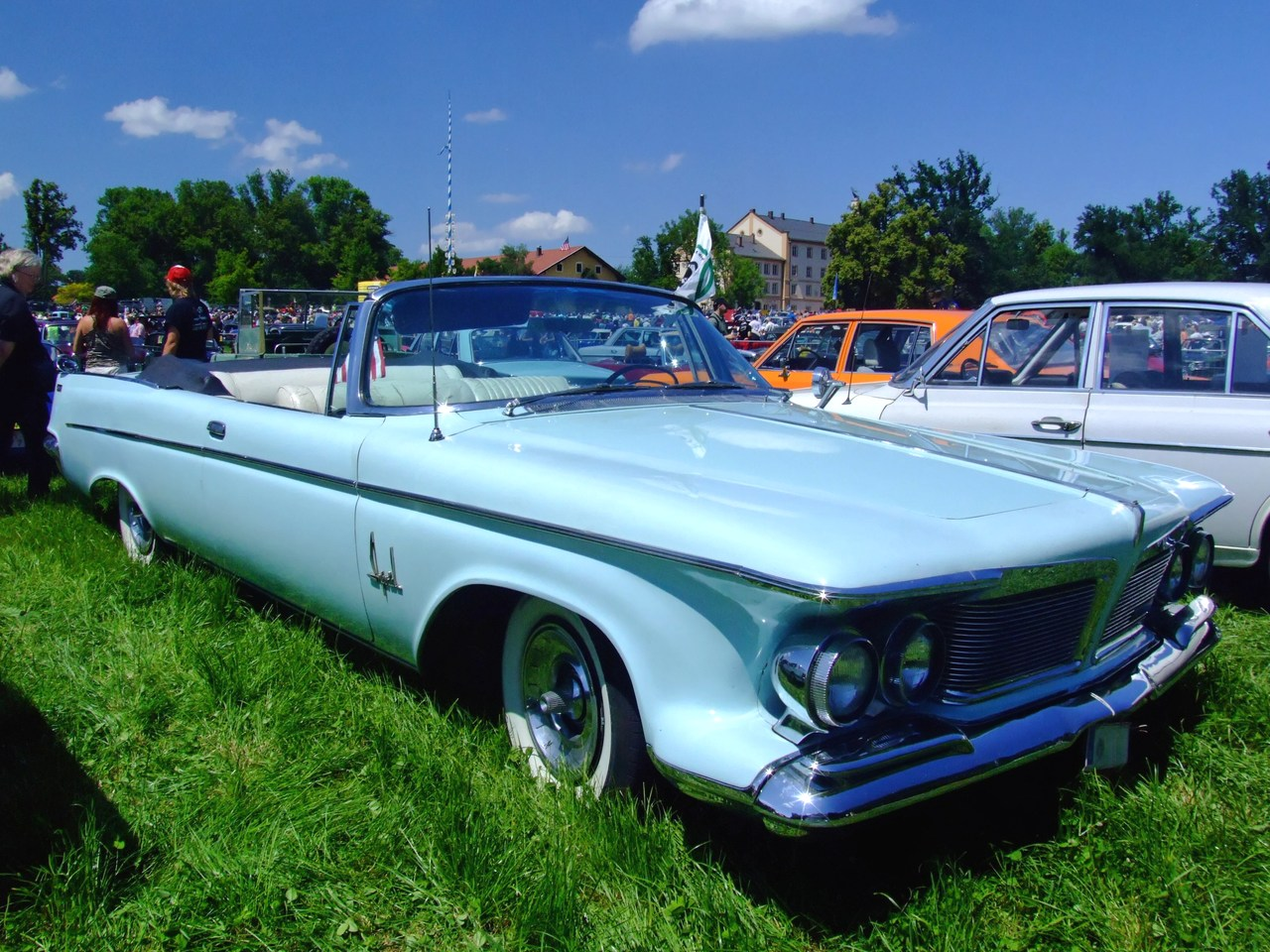
Imperial von 1961
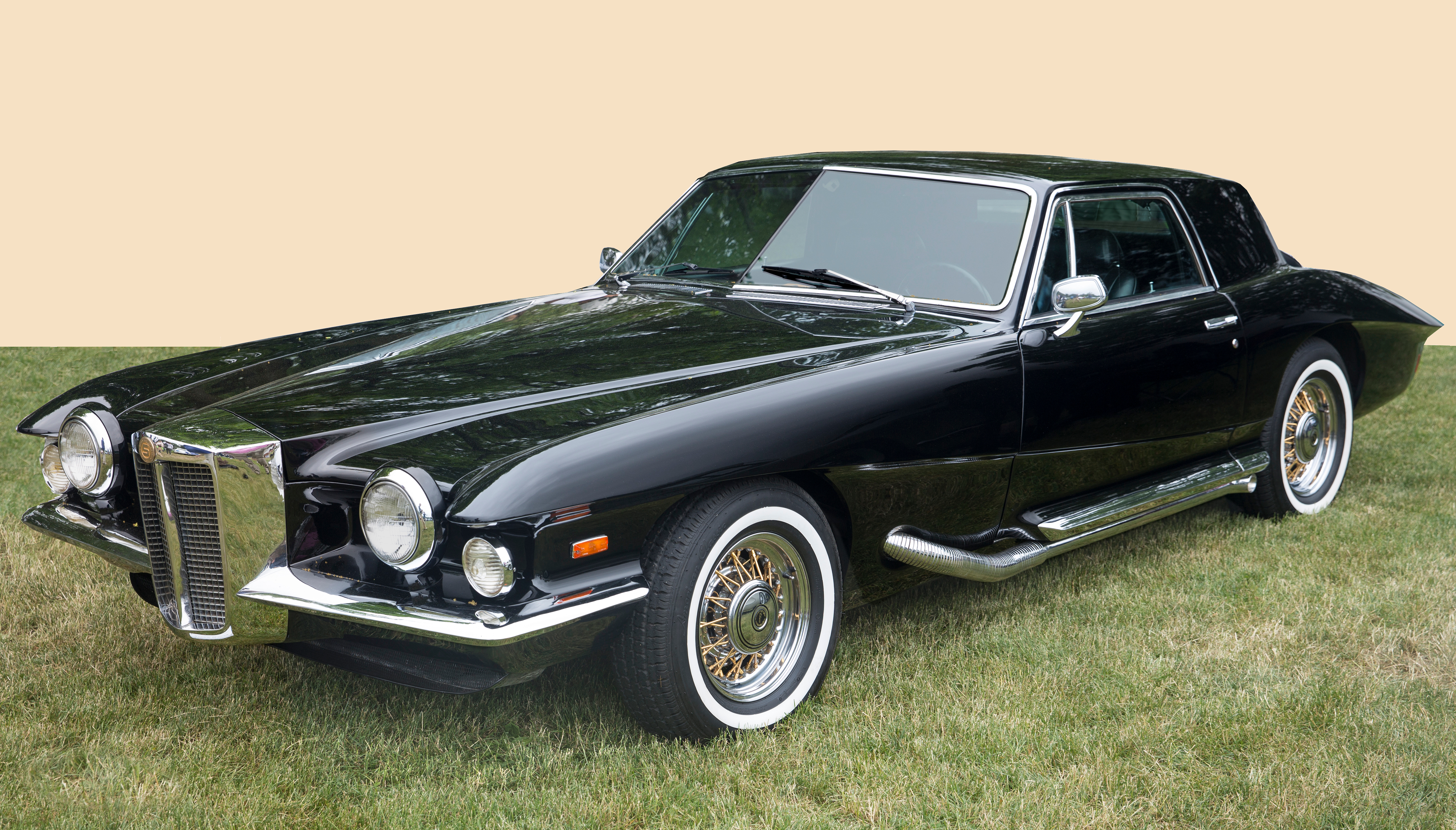
Stutz Blackhawk I von 1971
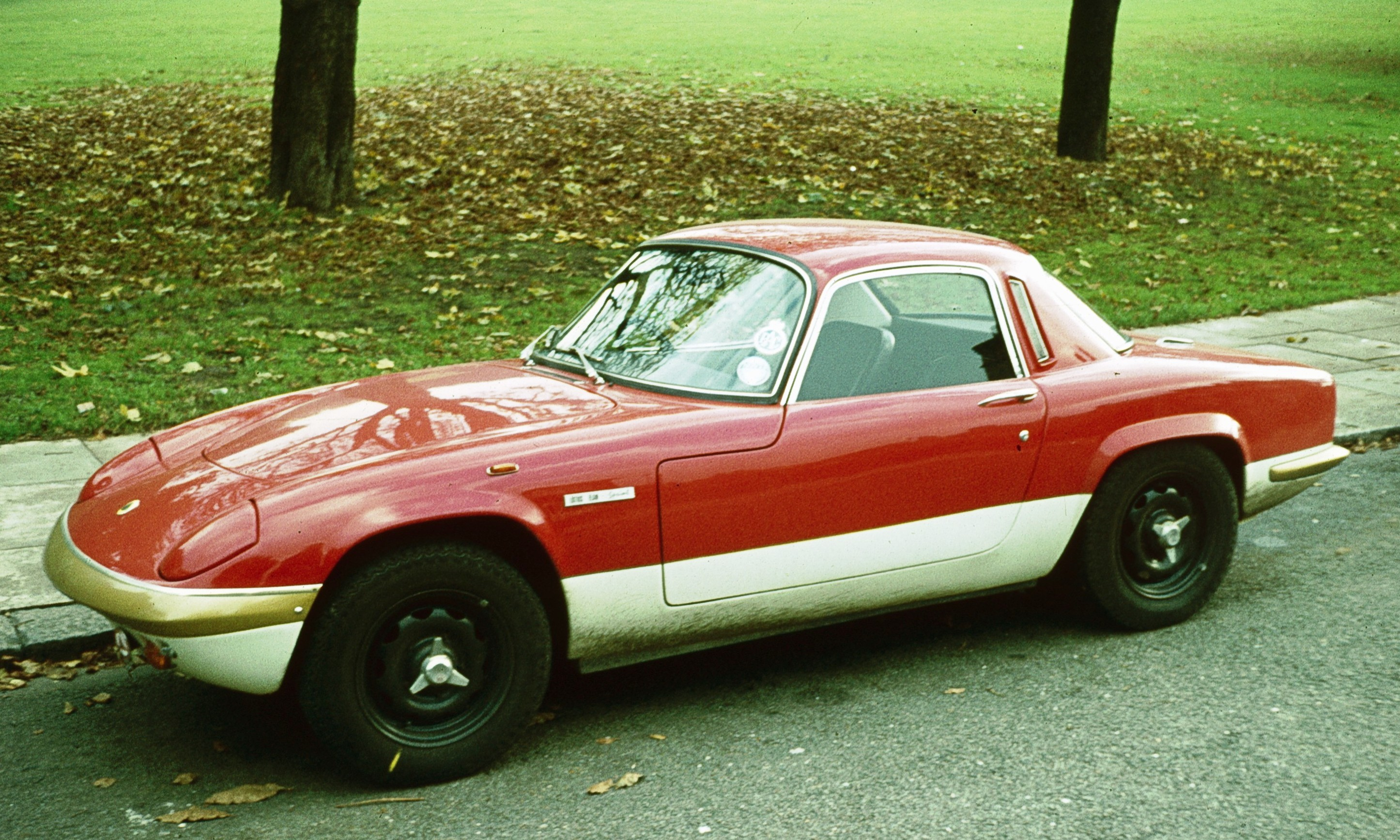
Lotus Elan von 1974
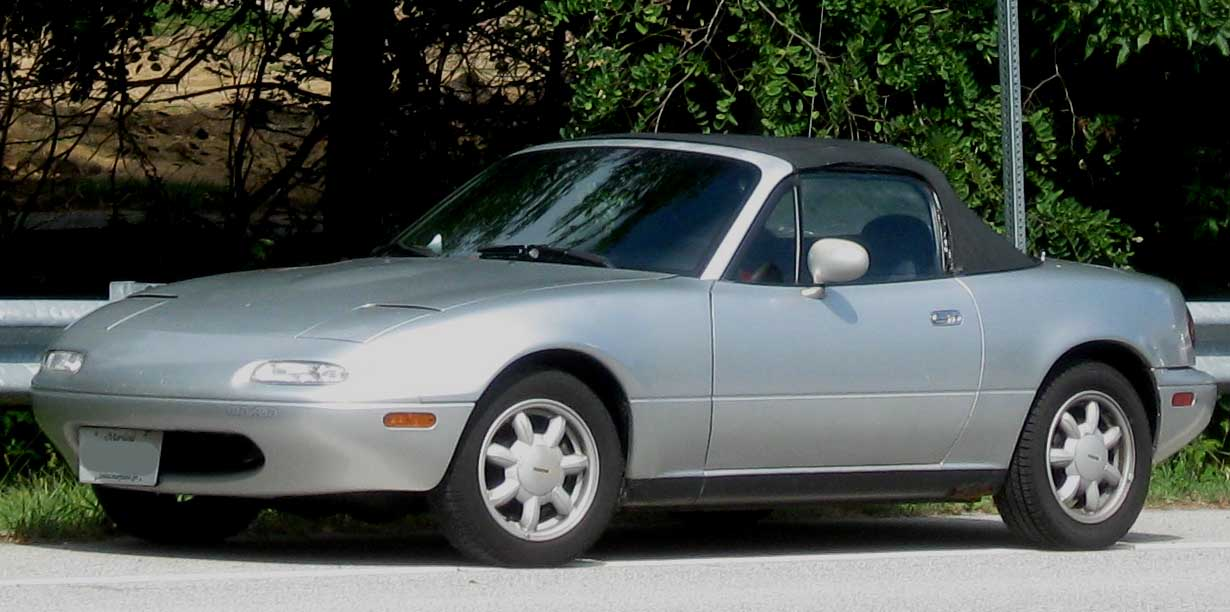
Mazda MX-5 von 1989
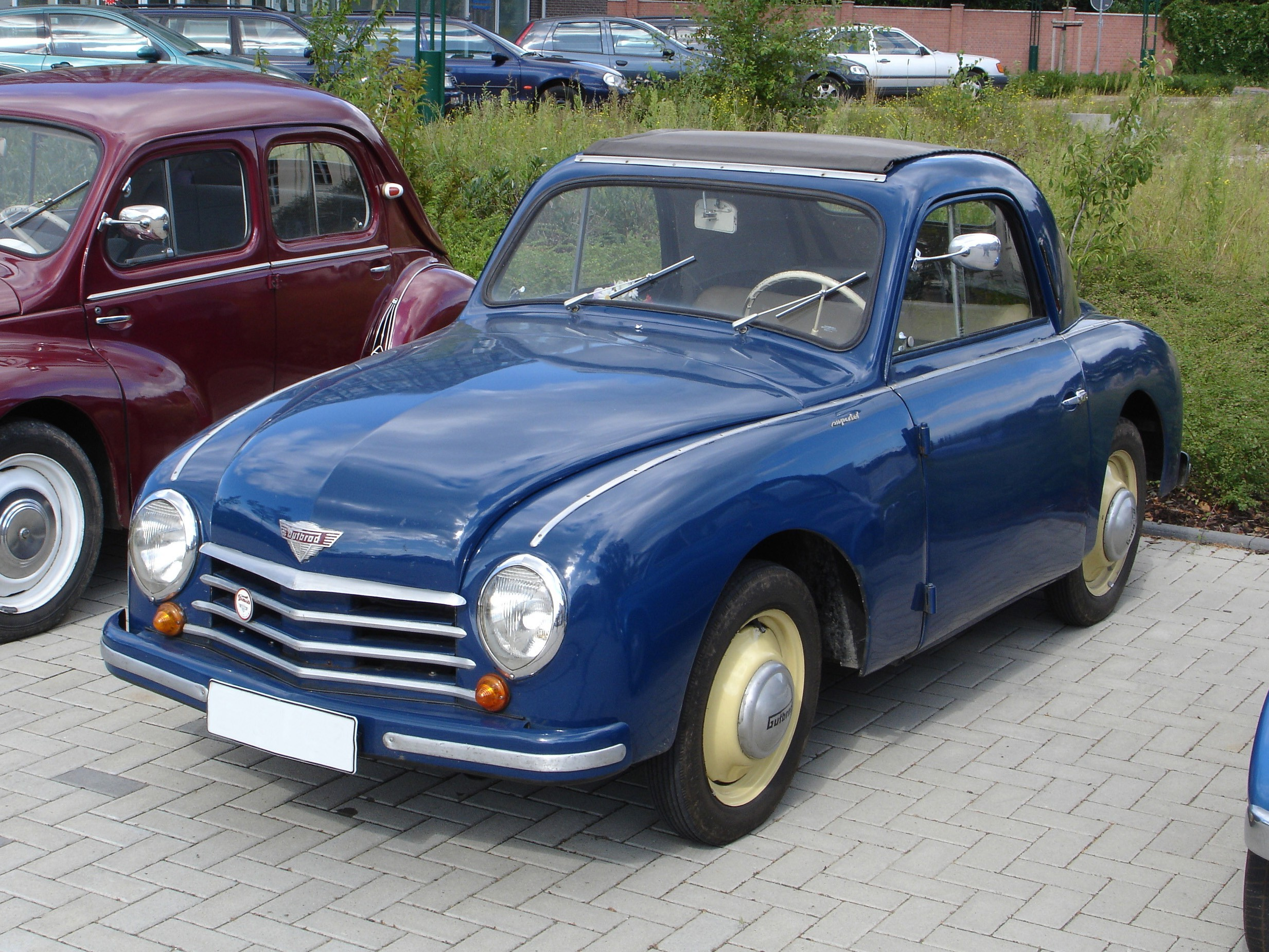
Gutbrod Superior von 1954
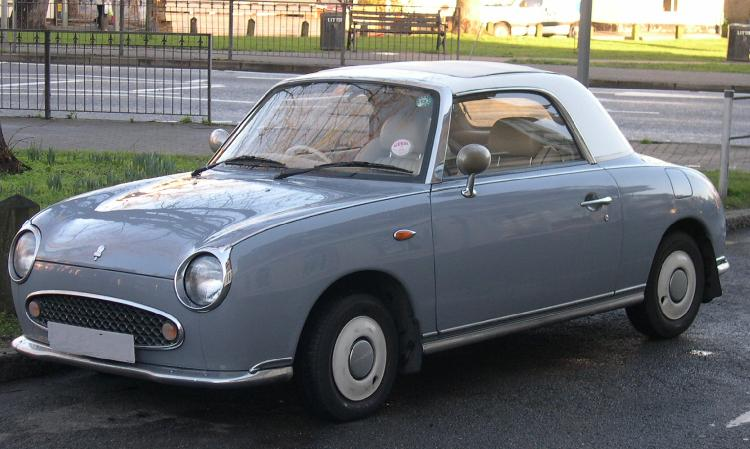
Nissan Figaro von 1991
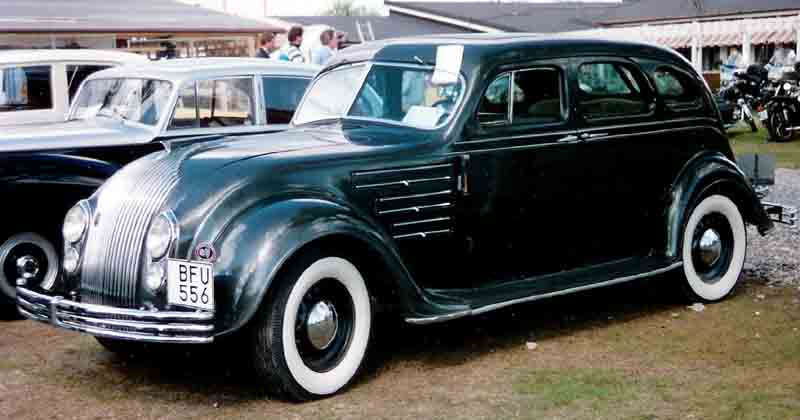
Chrysler Airflow von 1934
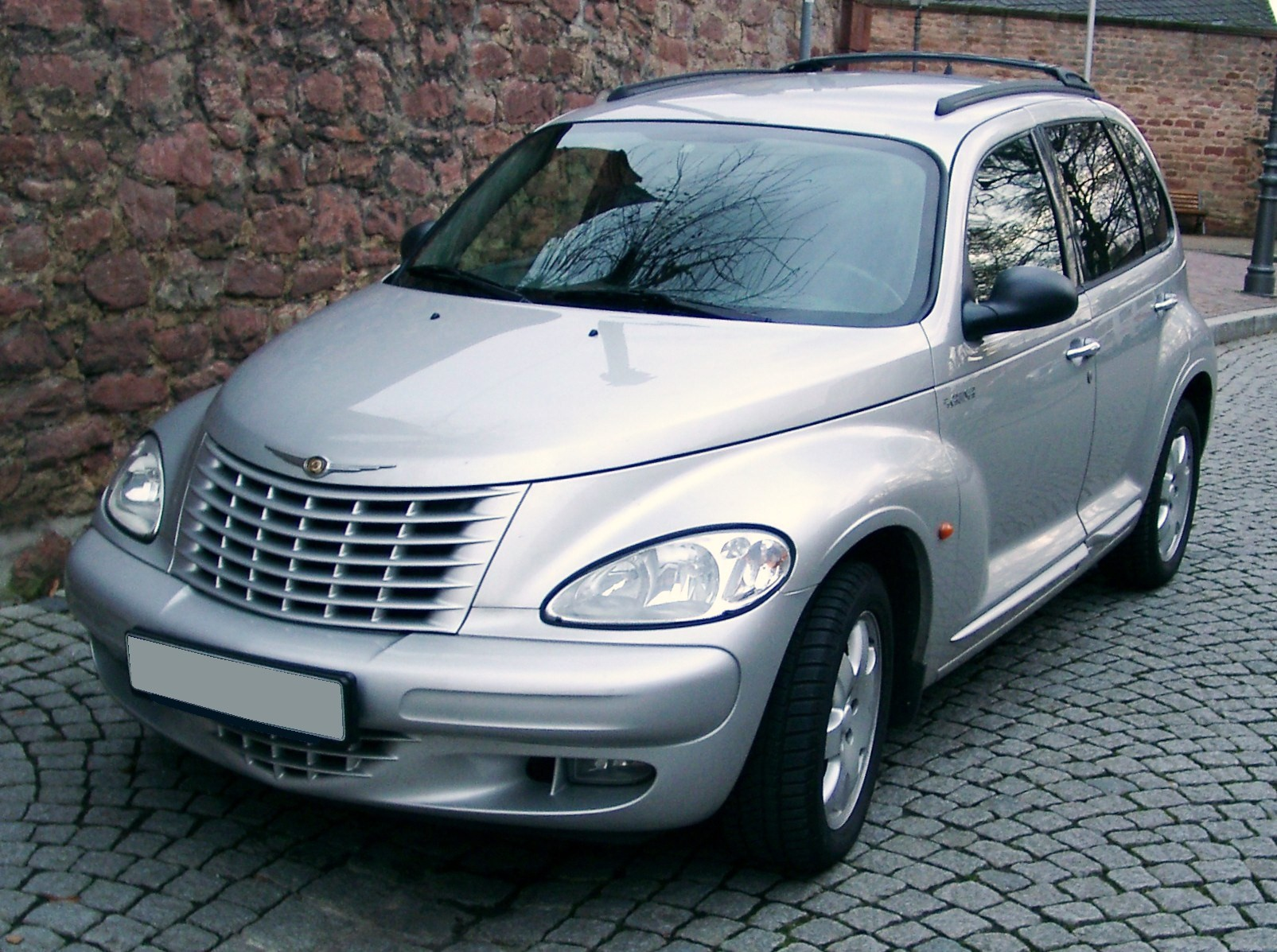
Chrysler PT Cruiser von 2000
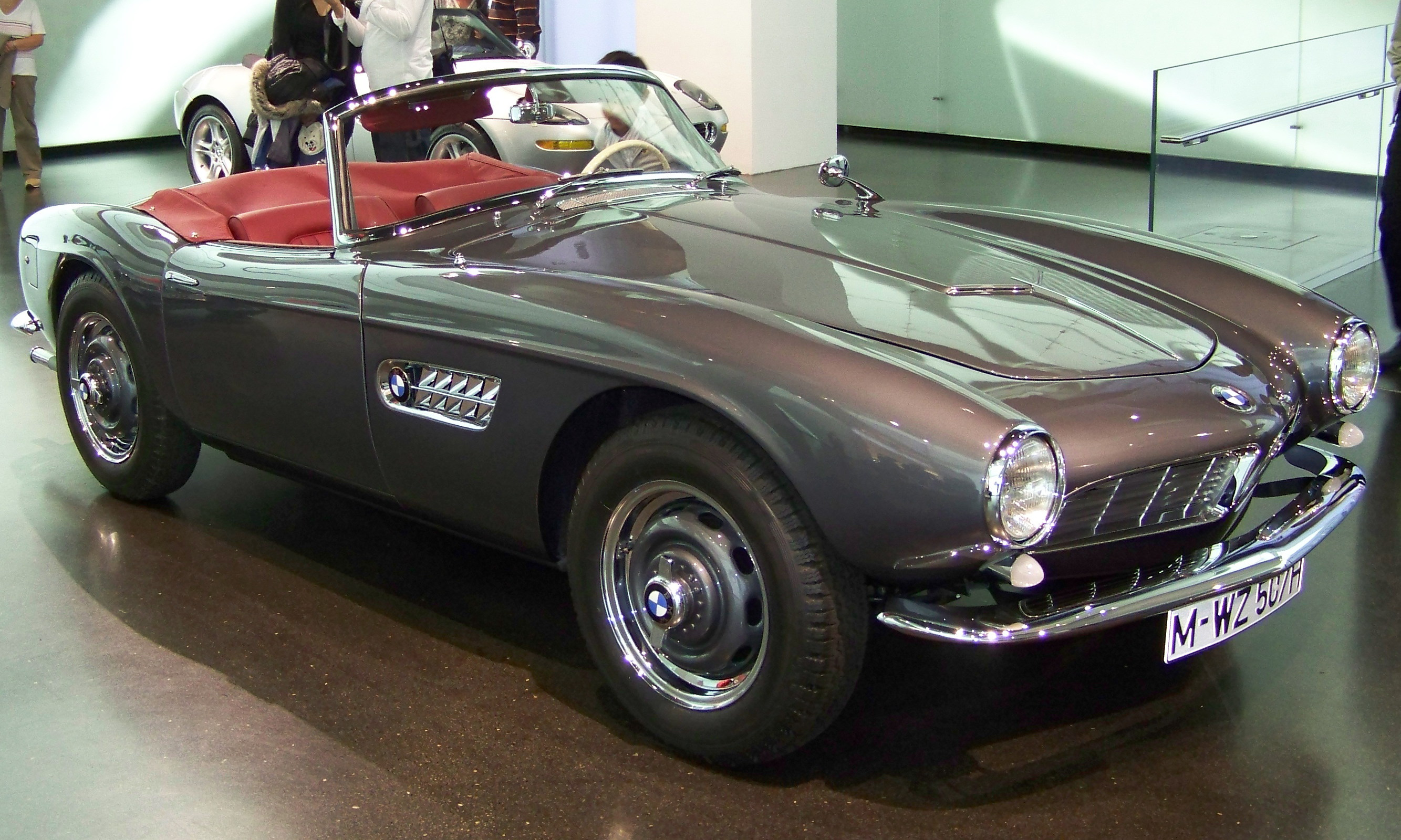
BMW 507, 1956
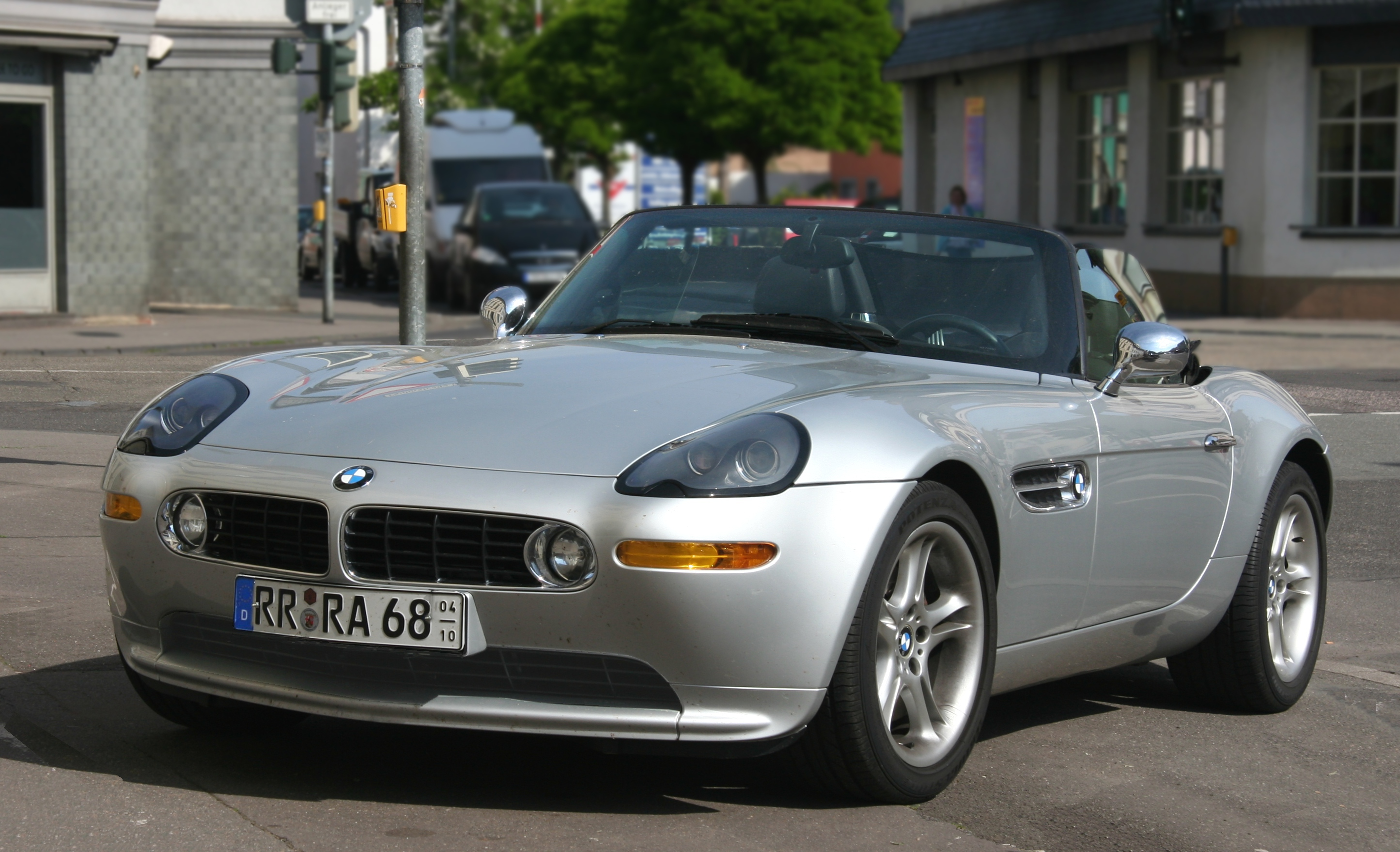
BMW Z8, 2000
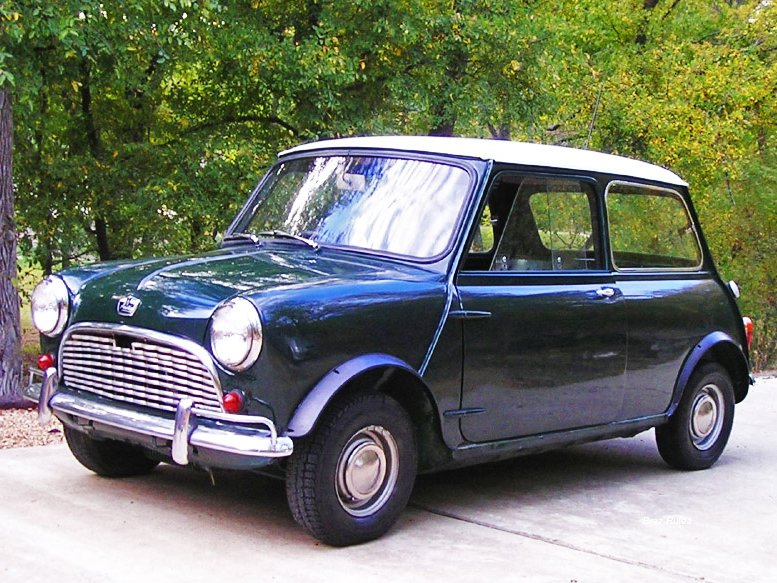
Mini von 1963
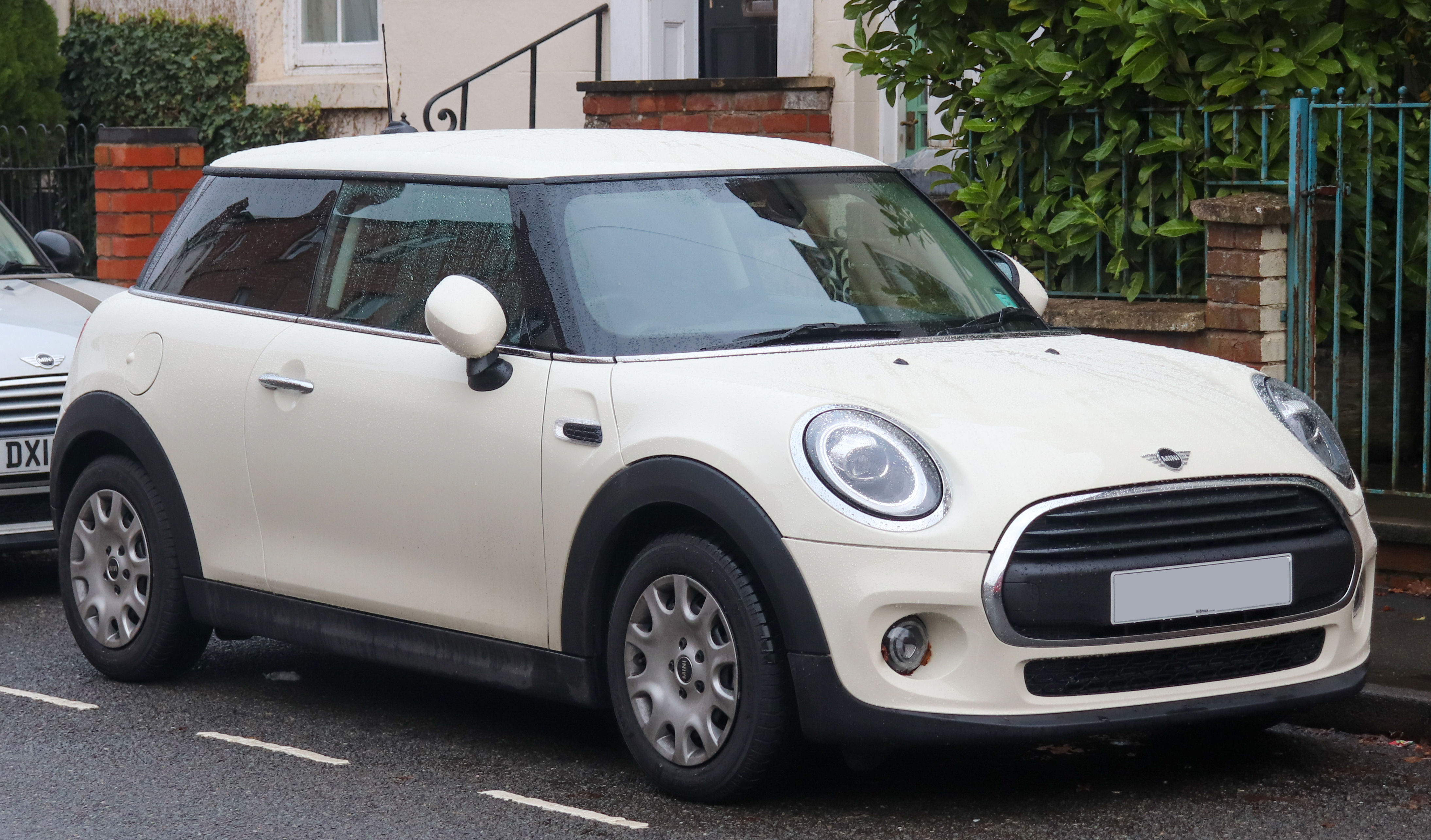
Mini, 2001, Bild 3. Generation 2014
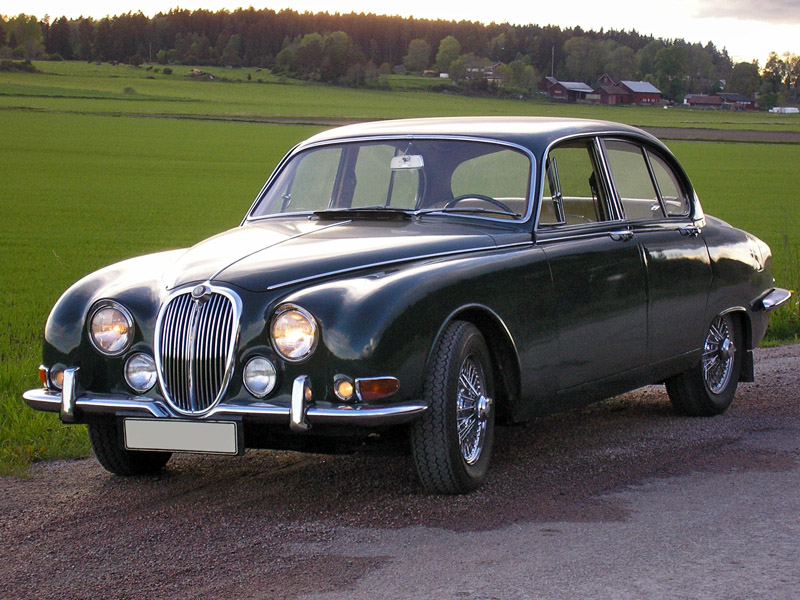
Jaguar S-Type von 1966
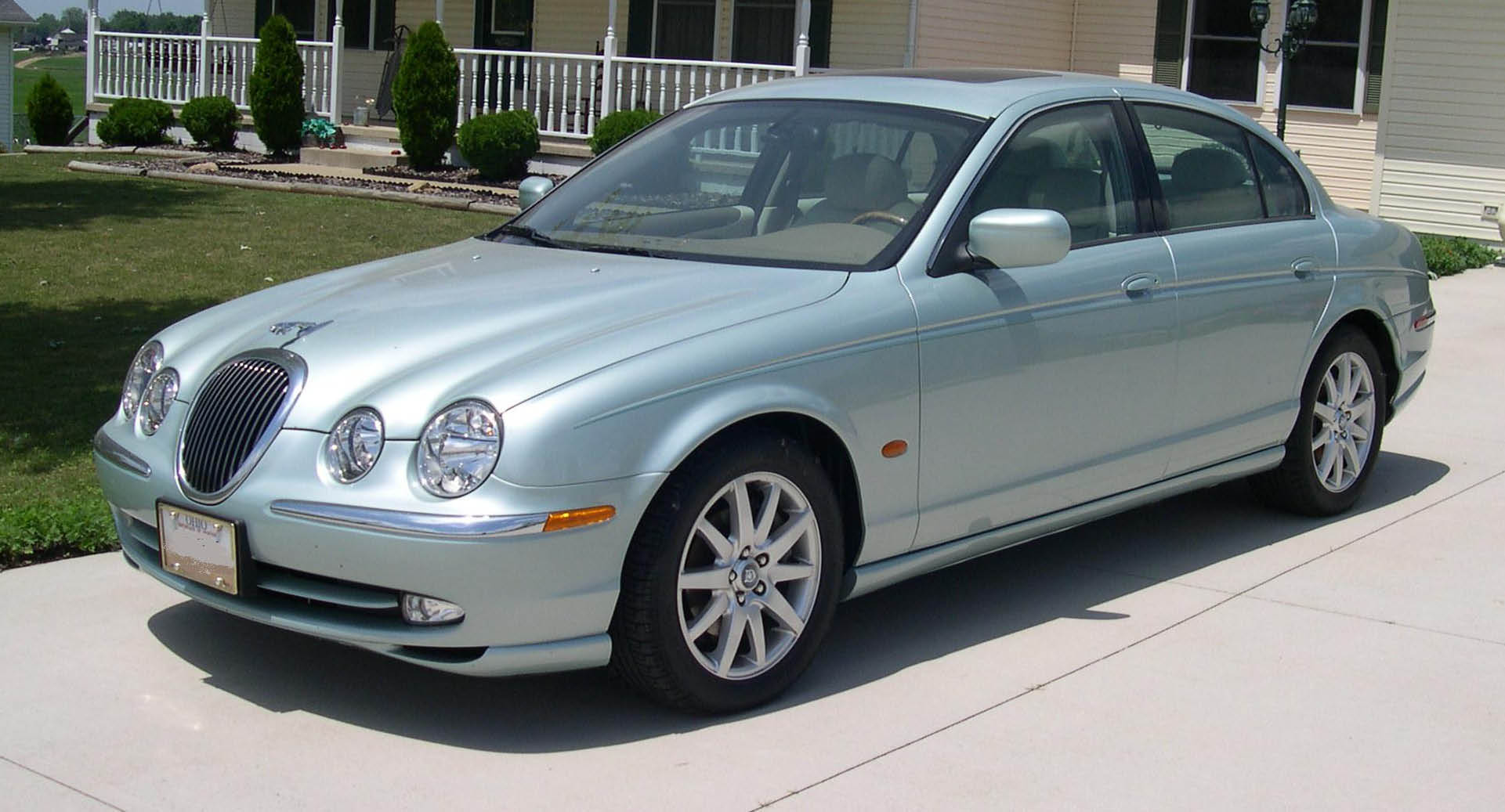
Jaguar S-Type von 2001
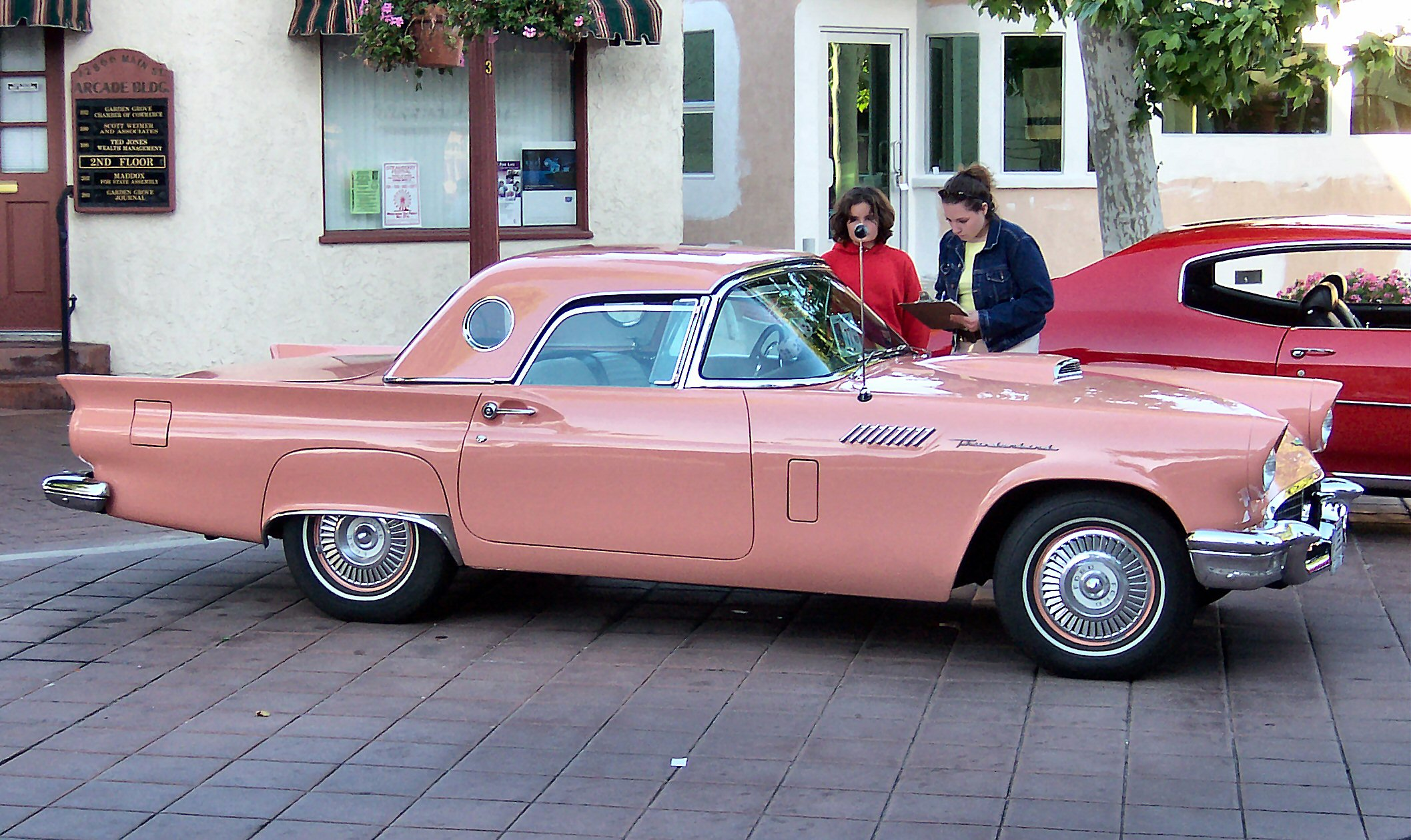
Ford Thunderbird von 1957
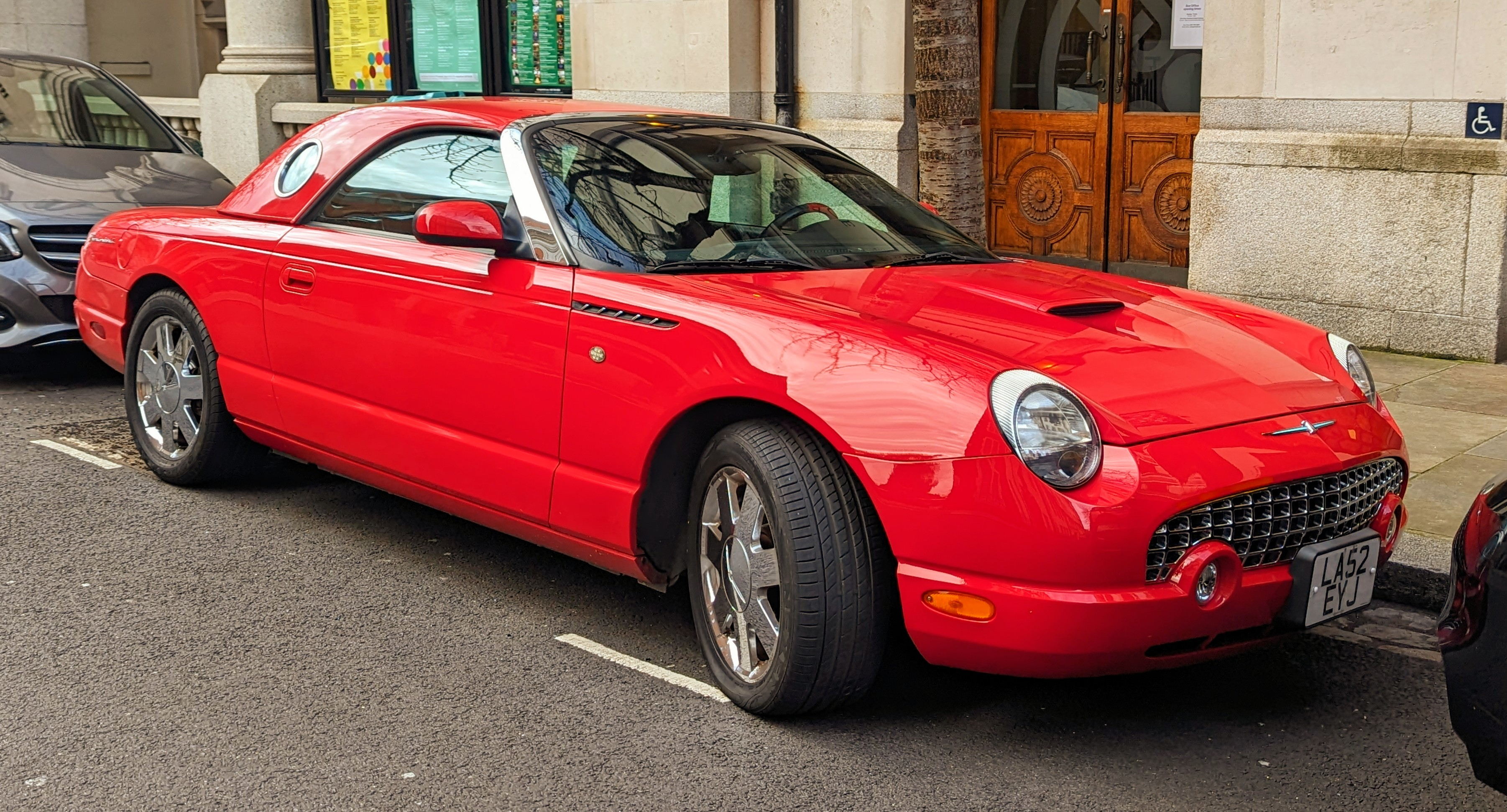
Ford Thunderbird von 2002
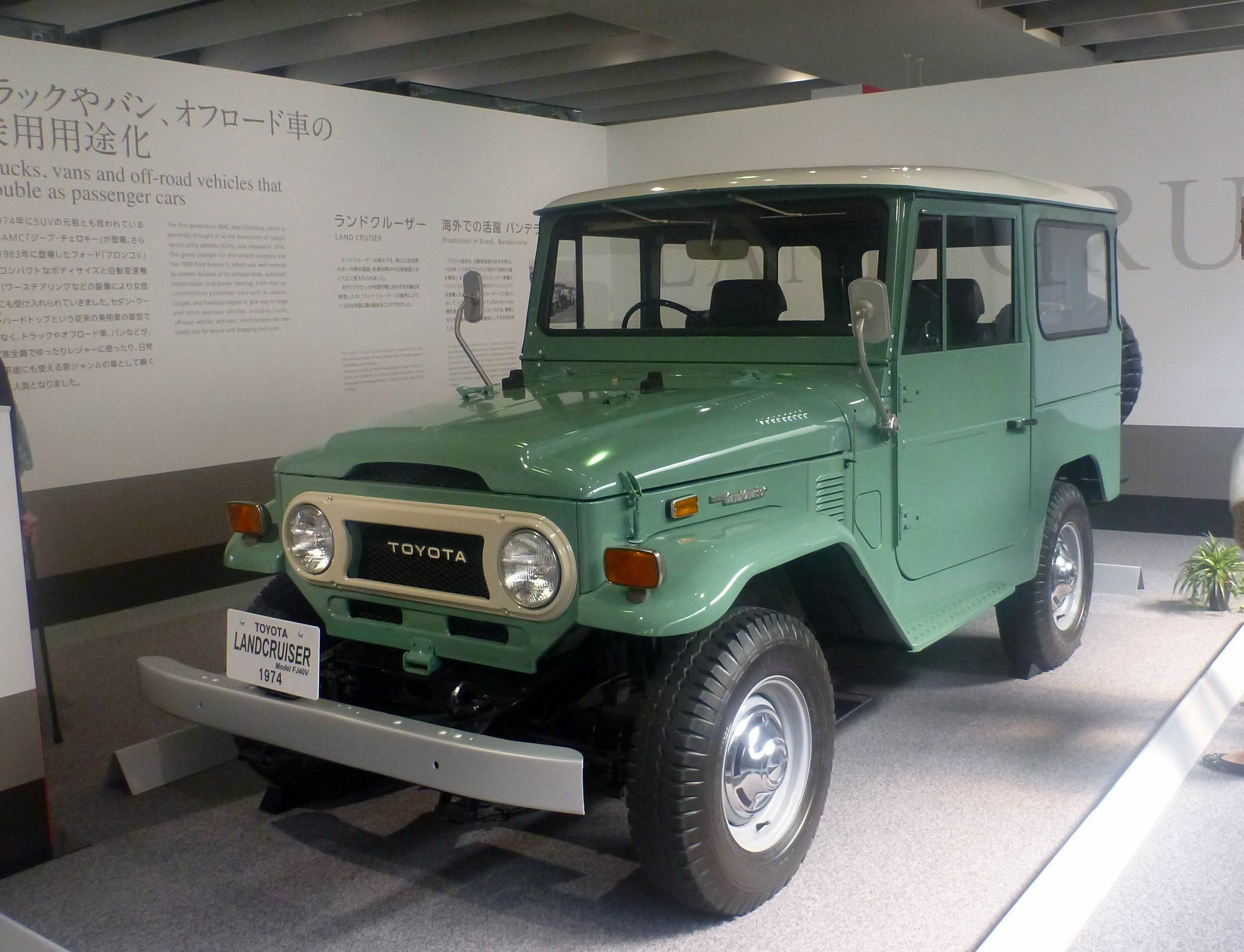
Toyota Land Cruiser J40 aus den 1960er Jahren
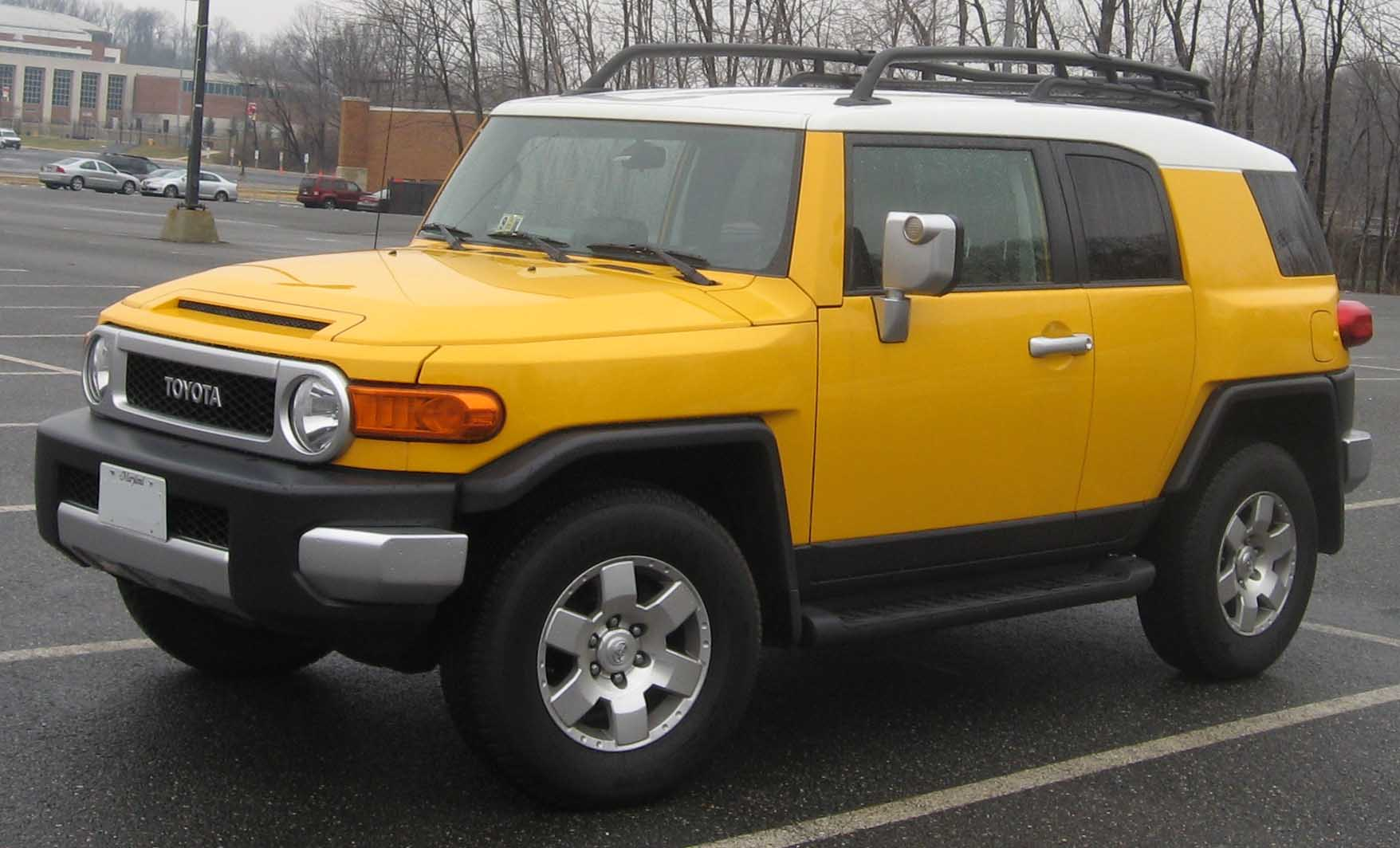
Toyota FJ Cruiser um 2007
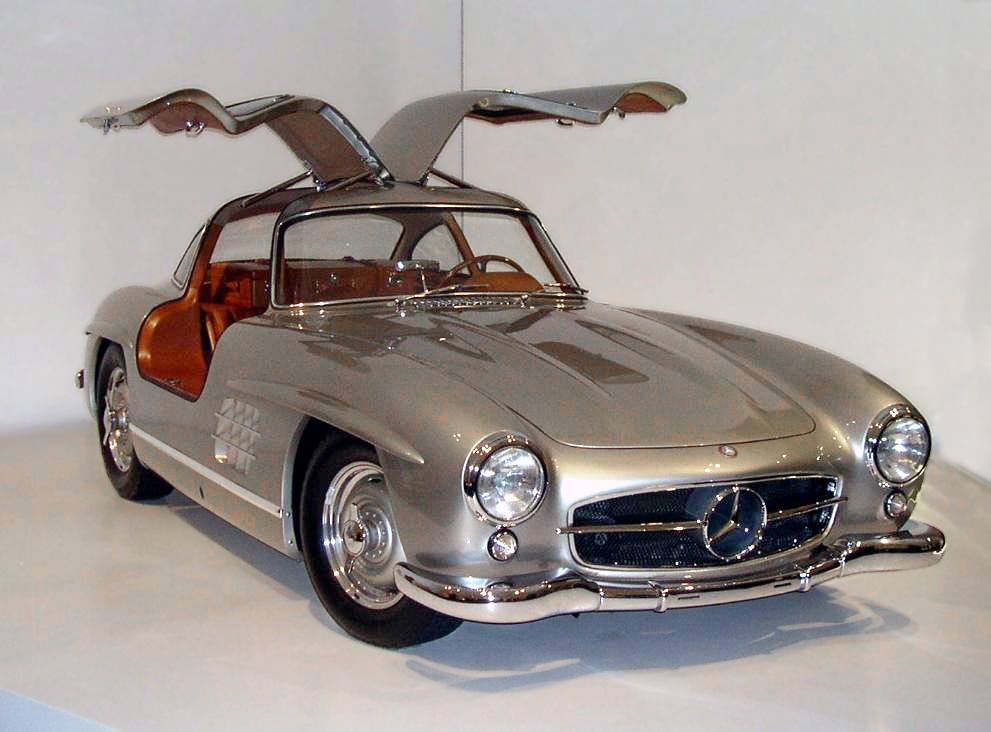
Mercedes-Benz 300 SL von 1954
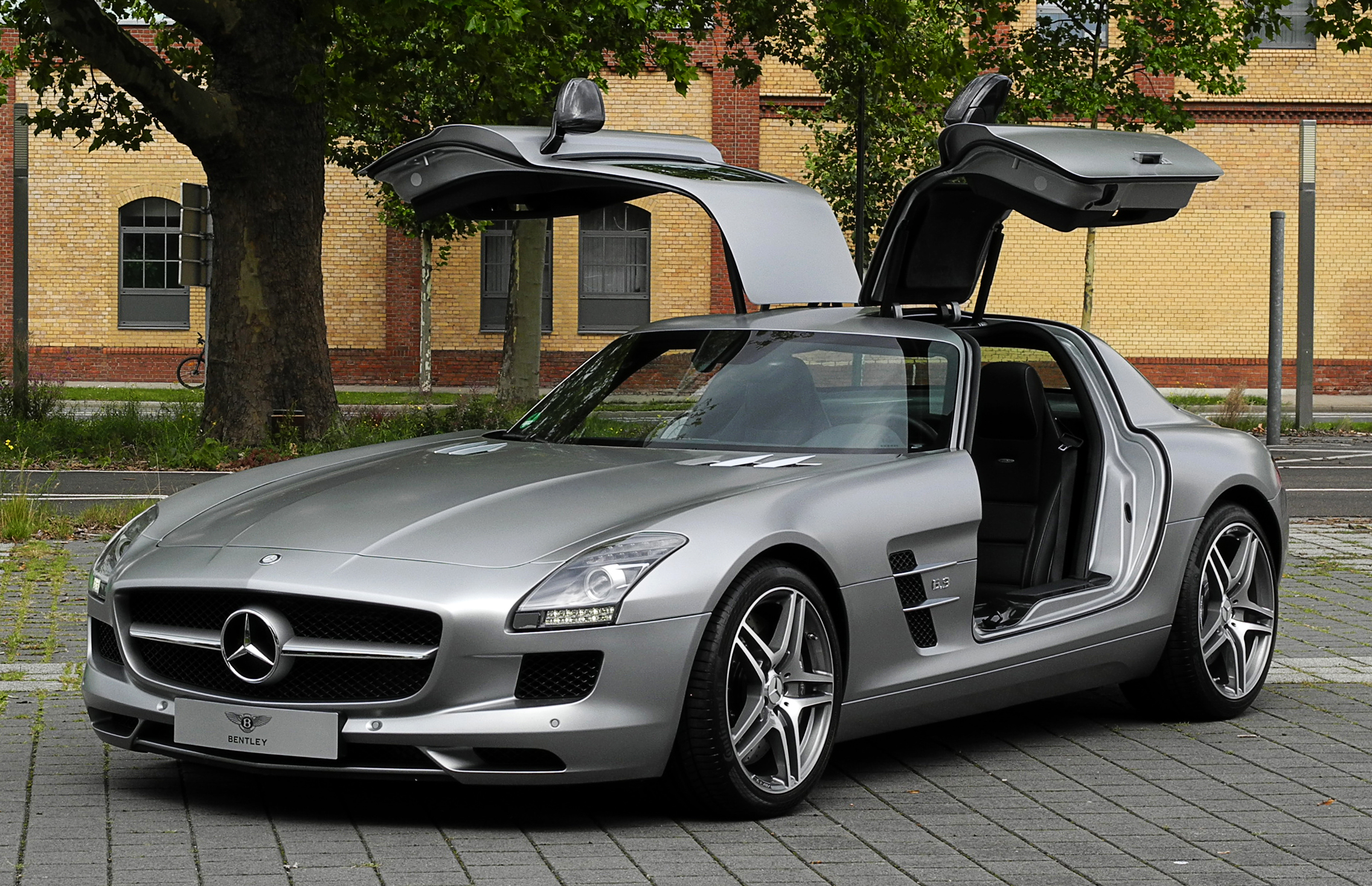
Mercedes-Benz SLS AMG von 2009
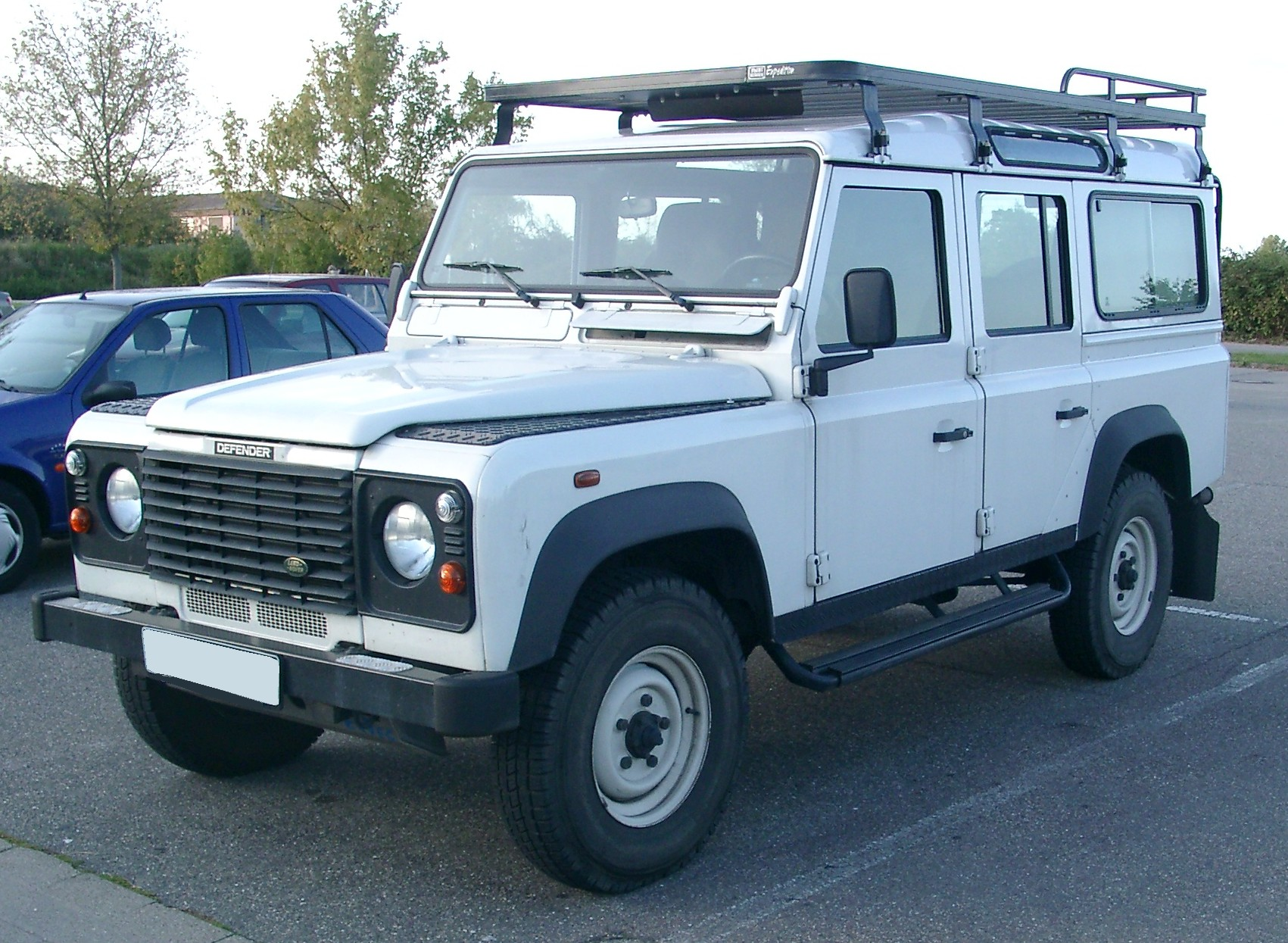
Land Rover, Erstmodelle 1948
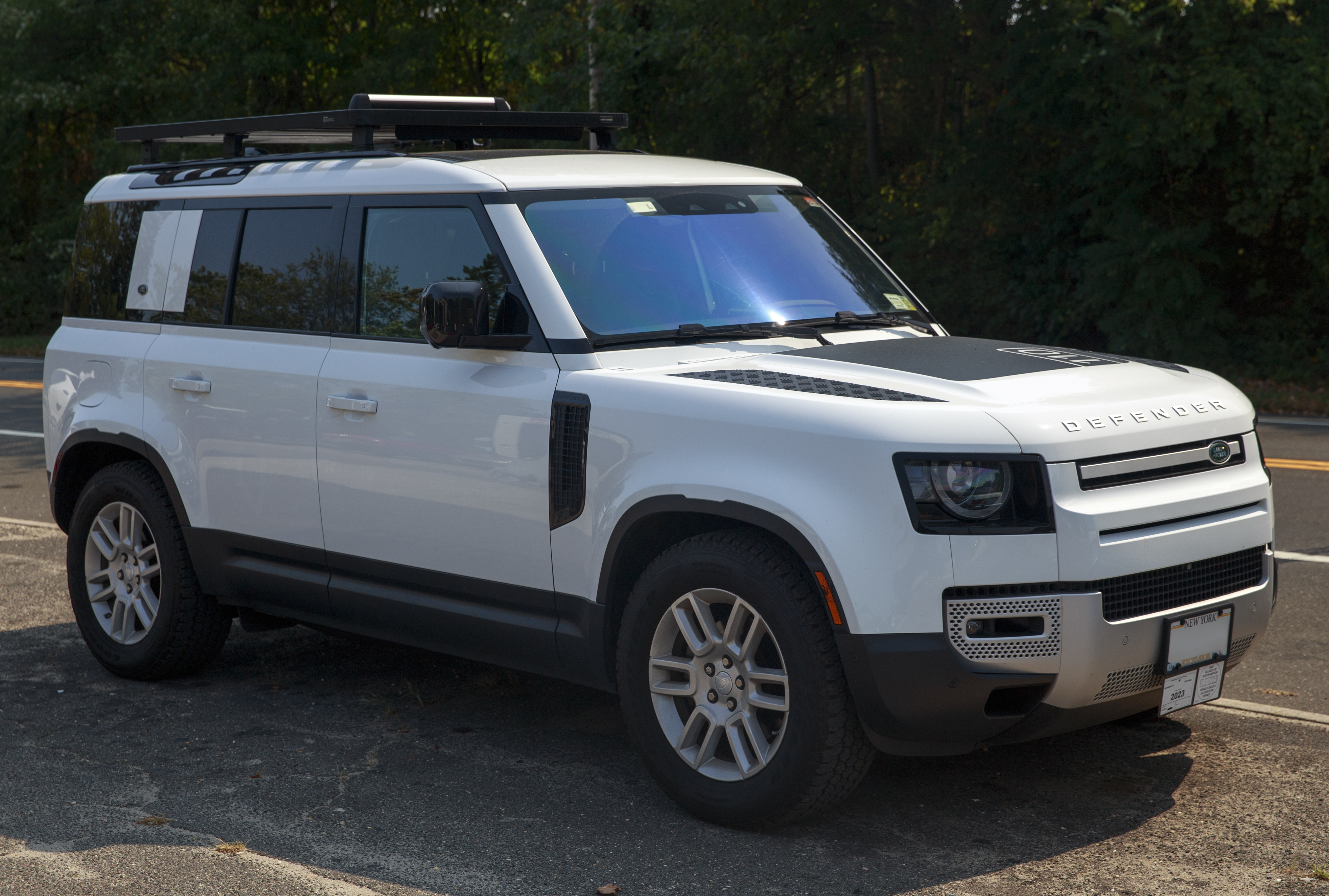
Land Rover Defender, 2019
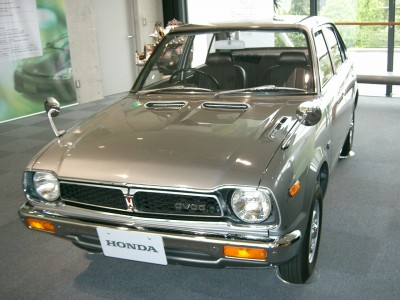
Honda Civic von 1972
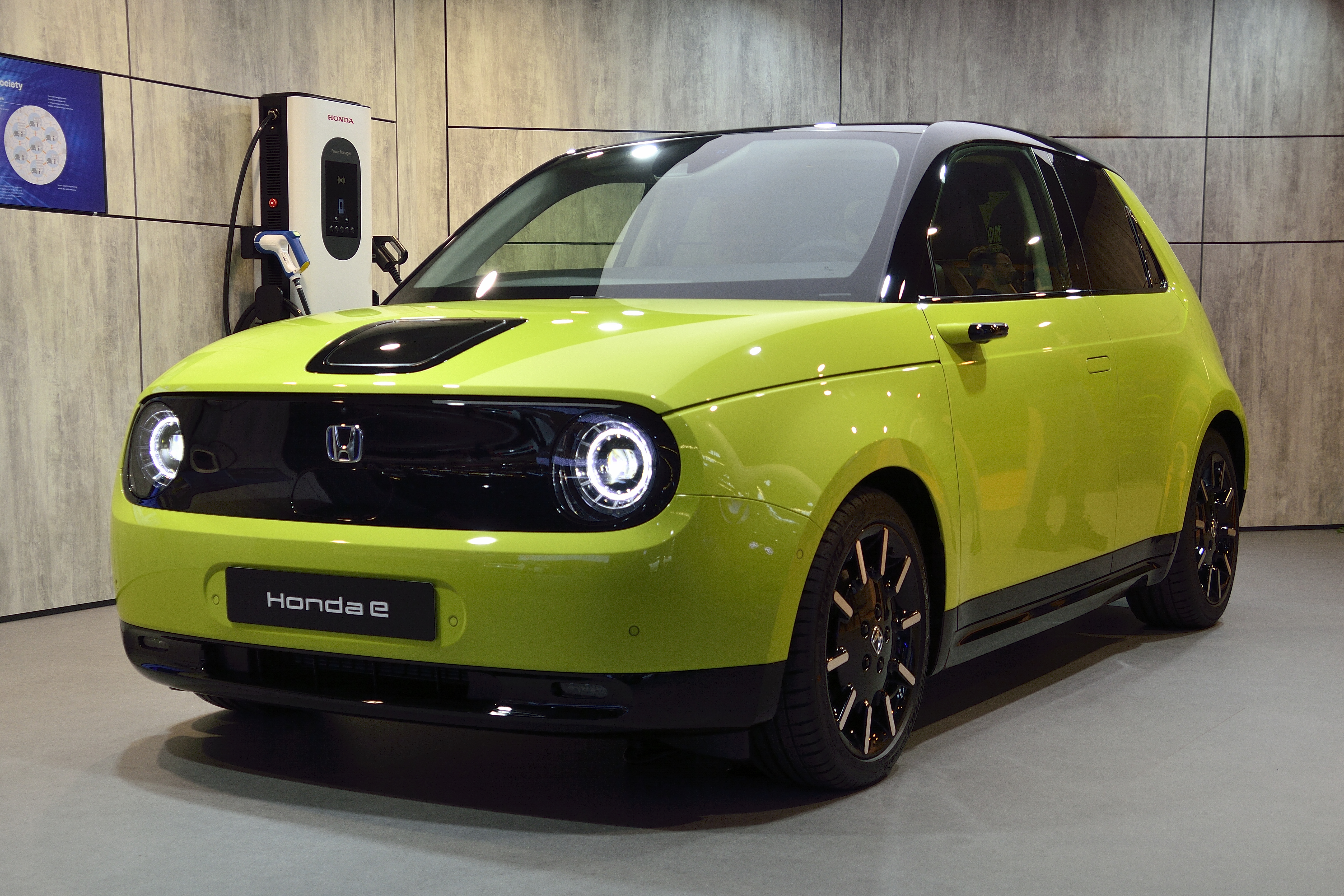
Honda e von 2019
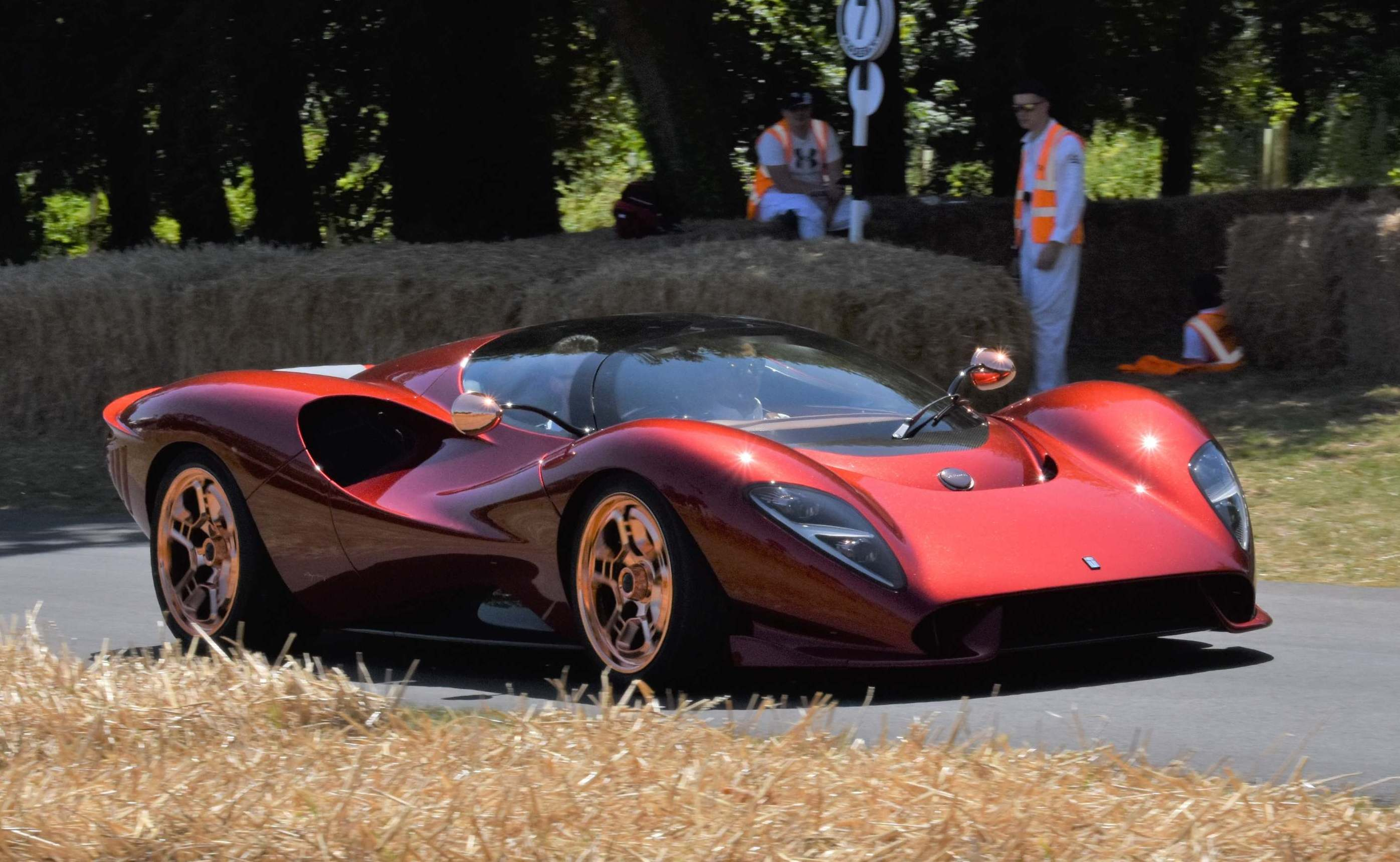
De Tomaso P72 (vorgestellt 2019)
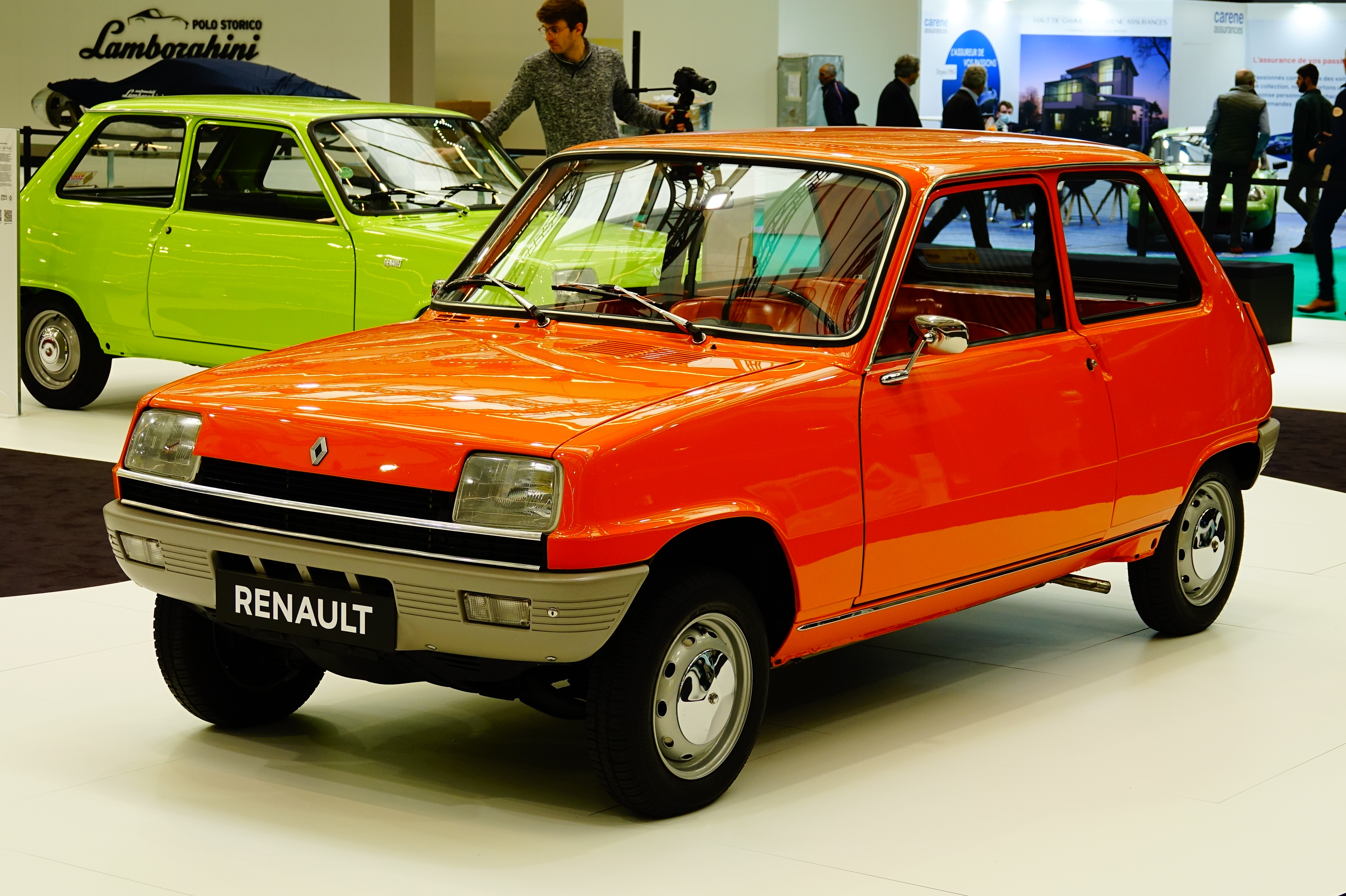
Renault 5, 1972
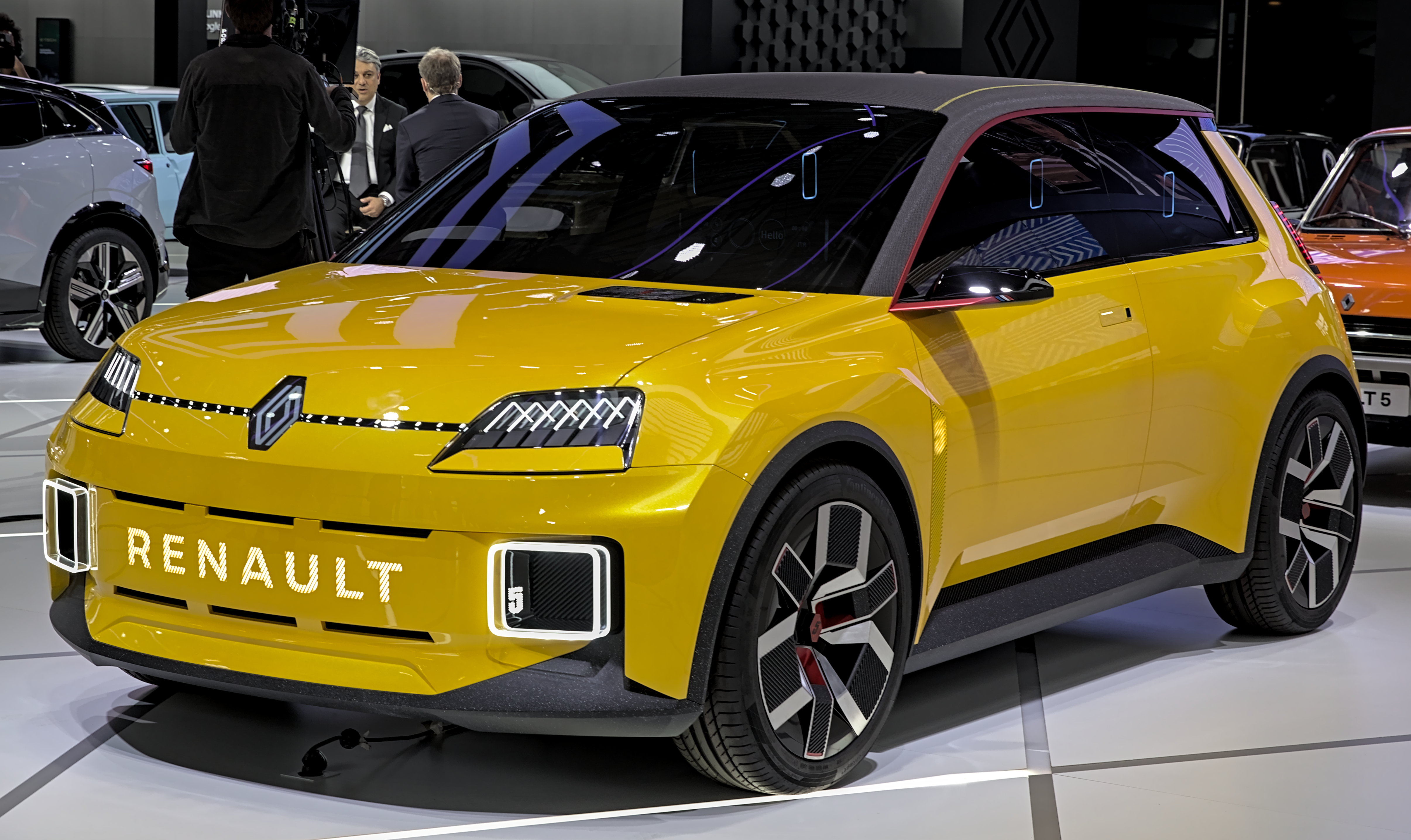
Renault 5 E-Tech, 2024
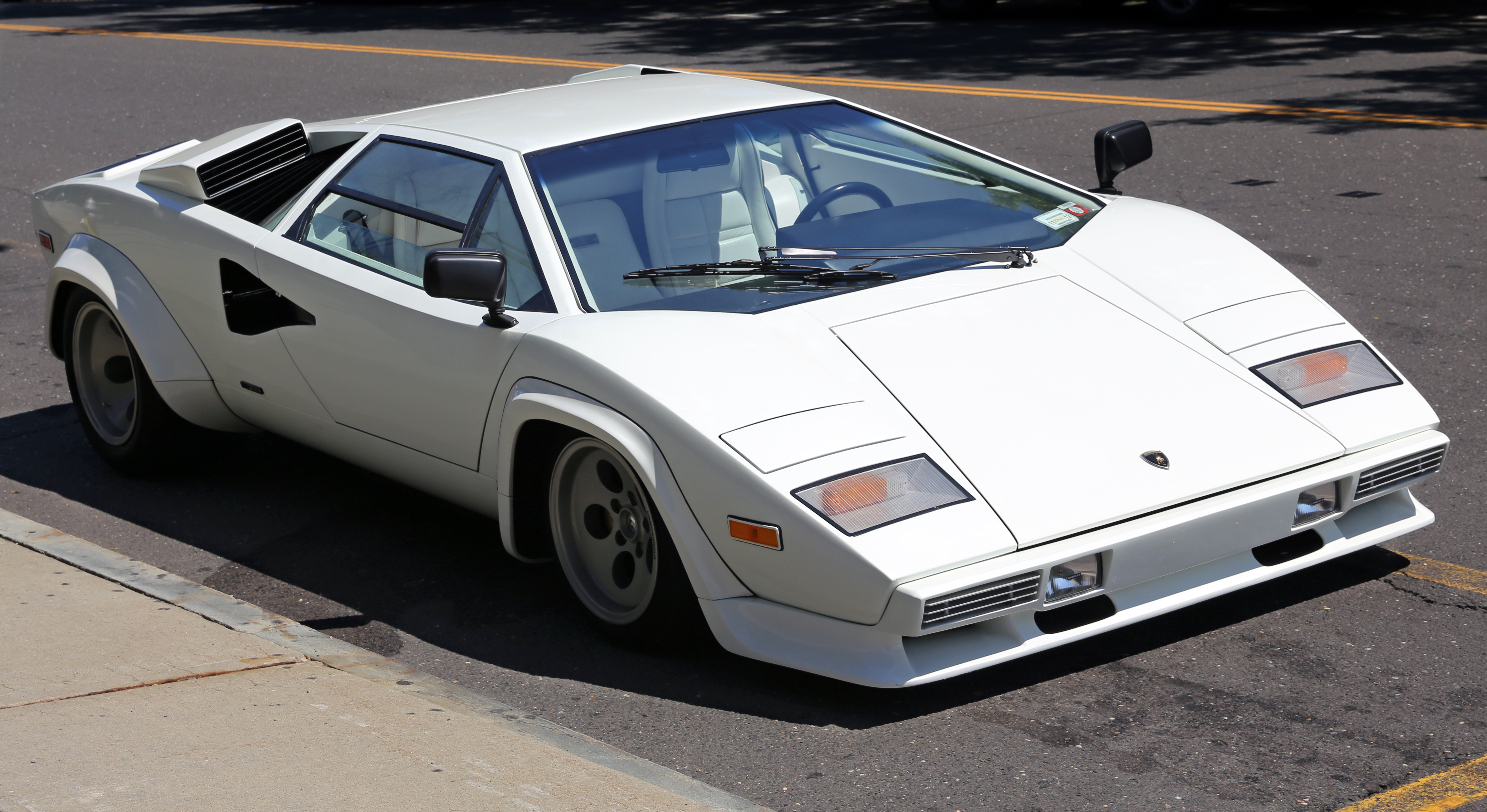
Lamborghini Countach ab 1974
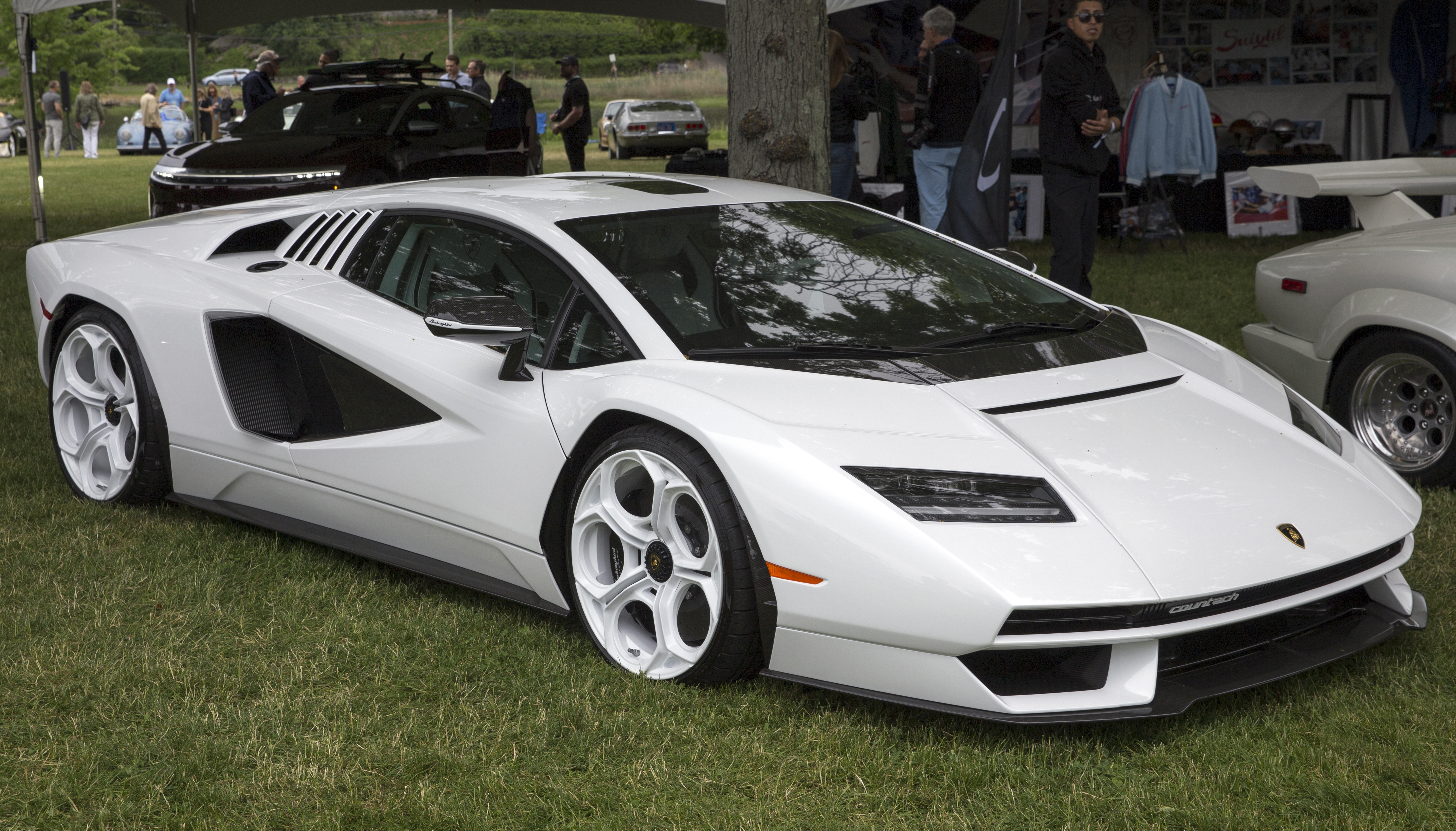
Lamborghini Countach (2022)

## Motorradbau
Auch im Motorradbau findet Retrodesign zunehmend Anwendung. So ist die Triumph Bonneville T120 dem Design der 1960er Jahre, oder die geplante BMW R 18 der BMW R 5 aus dem Jahr 1936 angelehnt. Nahezu alle namhaften Hersteller haben Motorradmodelle in klassischem Aussehen im Programm.
Im Zuge der Retrowellen wurden nicht nur im historischen Motorrad-Breitensport auch mehr und mehr Rennserien für Hobbyrennfahrer und (Wieder-)Einsteiger mit preisgünstigen Motorrad-Youngtimern wie der MZ Skorpion angeboten. Youngtimer wie beispielsweise die wegen ihres plumpen und eckigen Motorendesigns scherzhaft „Flying Brick“ (fliegender Ziegelstein) genannten Motorräder der K-Baureihe von BMW werden häufig als preisgünstige Basis für Do-it-yourself-Umbauten zu Clubman- und Cafe Racern, Bobbern, Streetfightern,  oder Ratbikes gewählt.

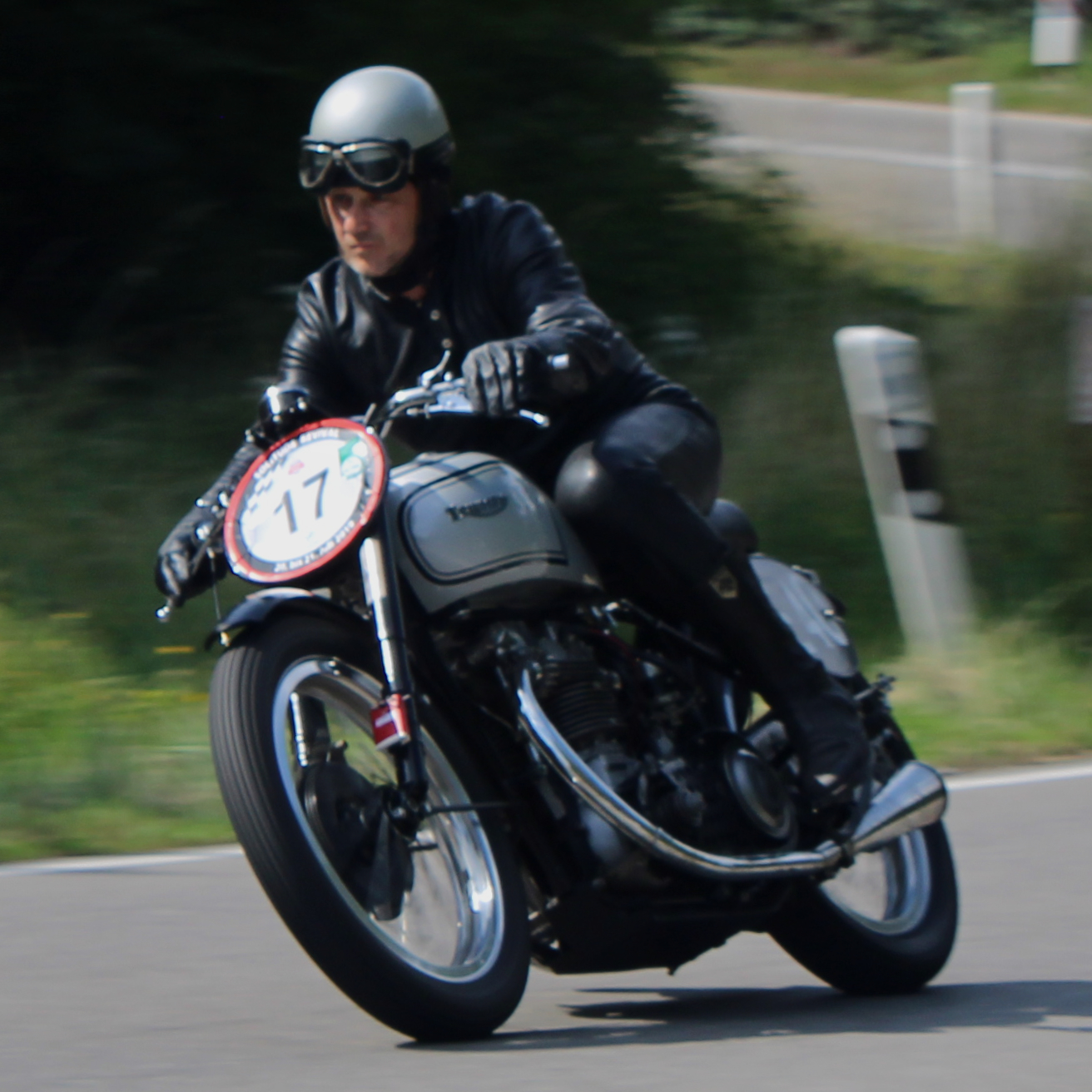
Triumph T100 GP (500 cm³, 1948)
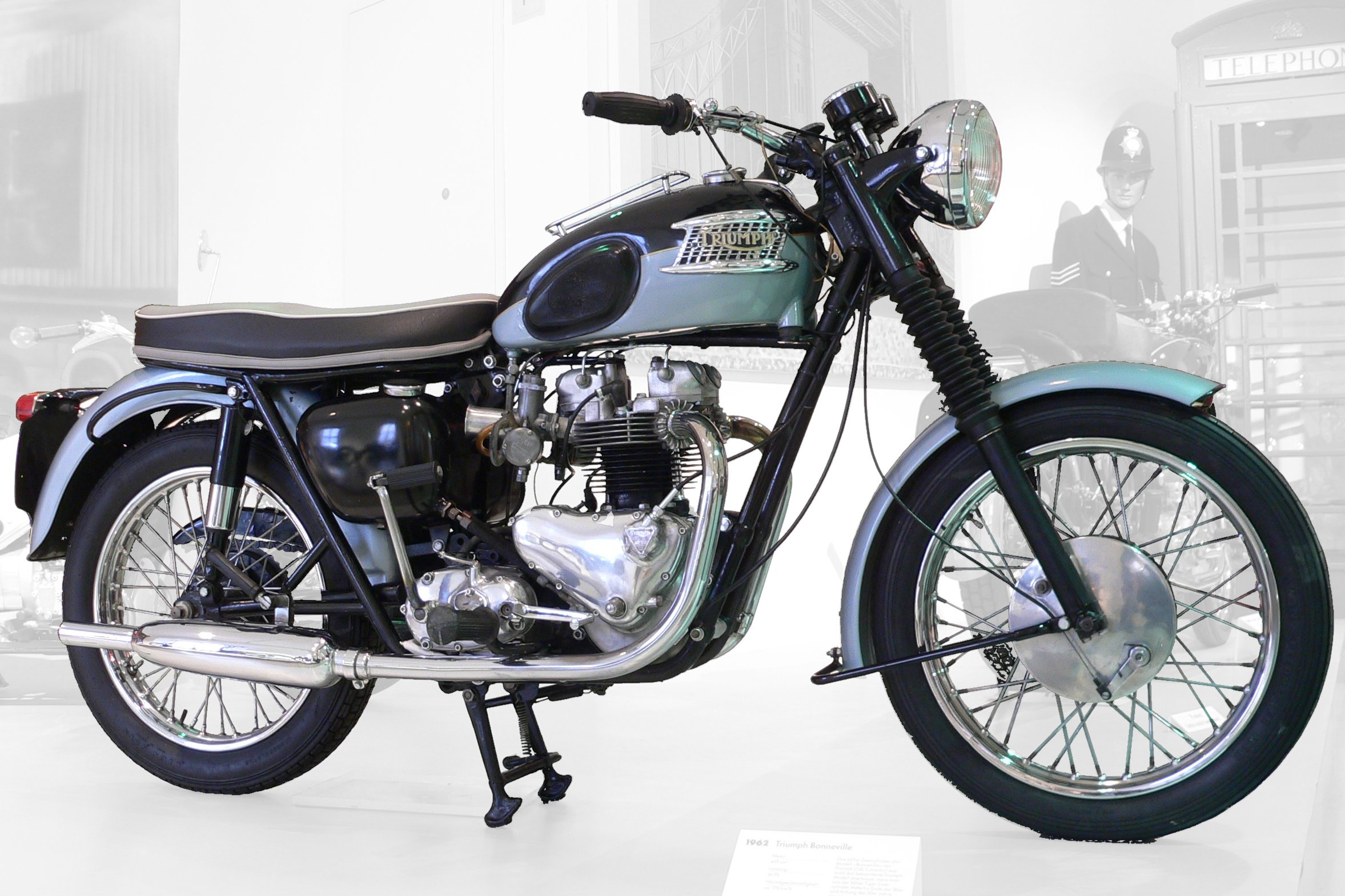
Triumph Bonneville T120 (650 cm³, 1962)
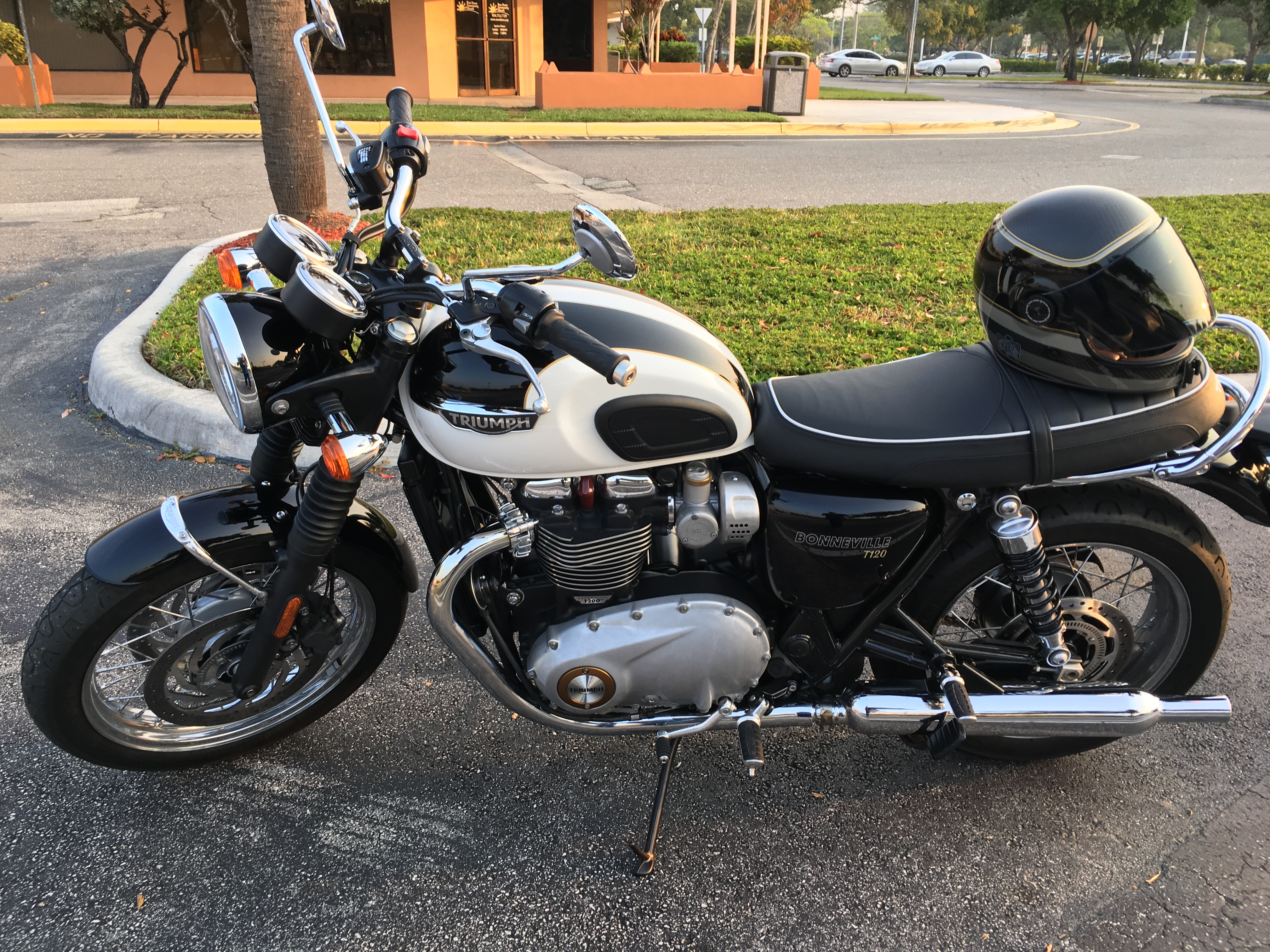
Triumph Bonneville T120 von 2017
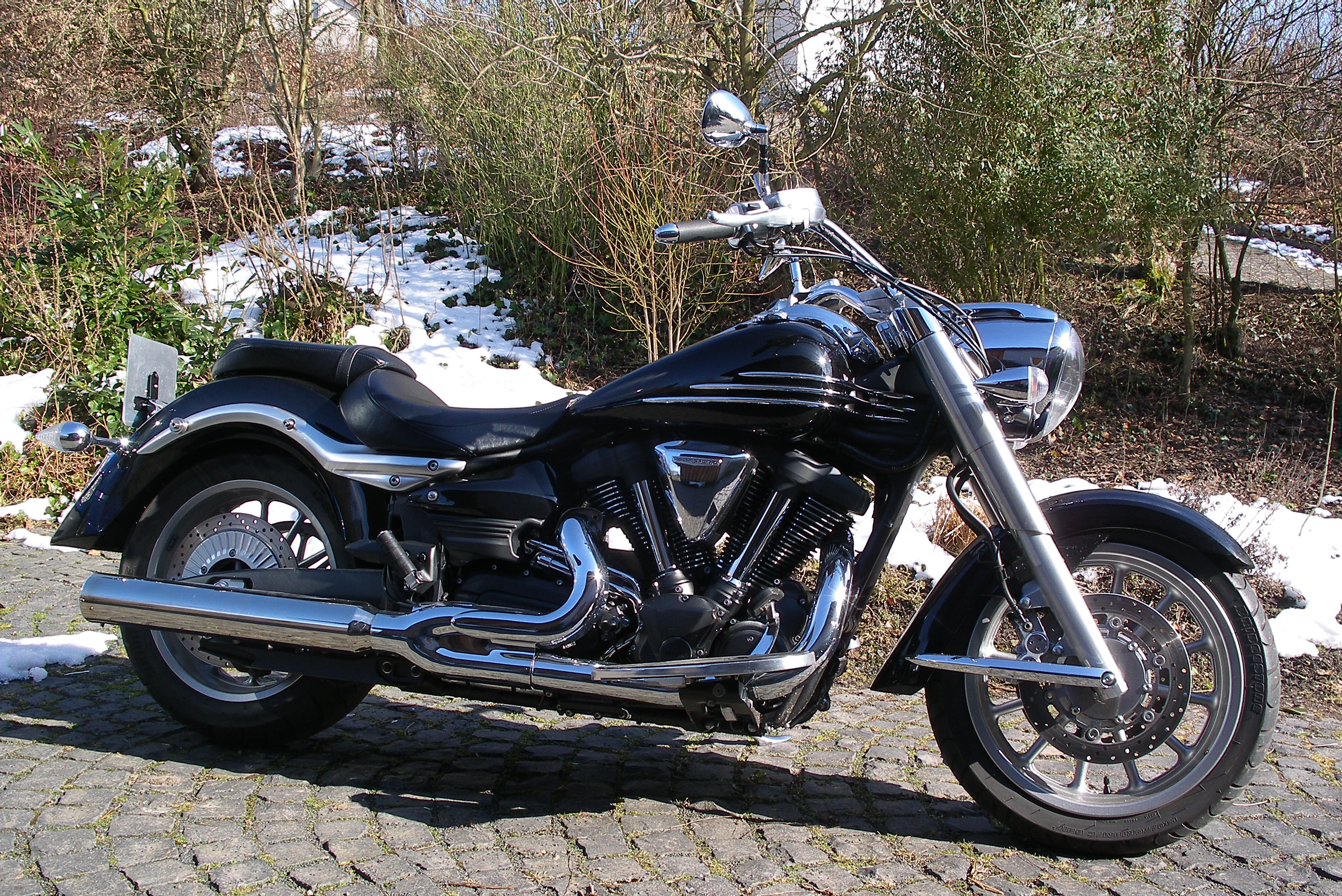
Yamaha XV 1900 A Midnight Star von 2006, angelehnt an Harley-Davidson der 1950er Jahre
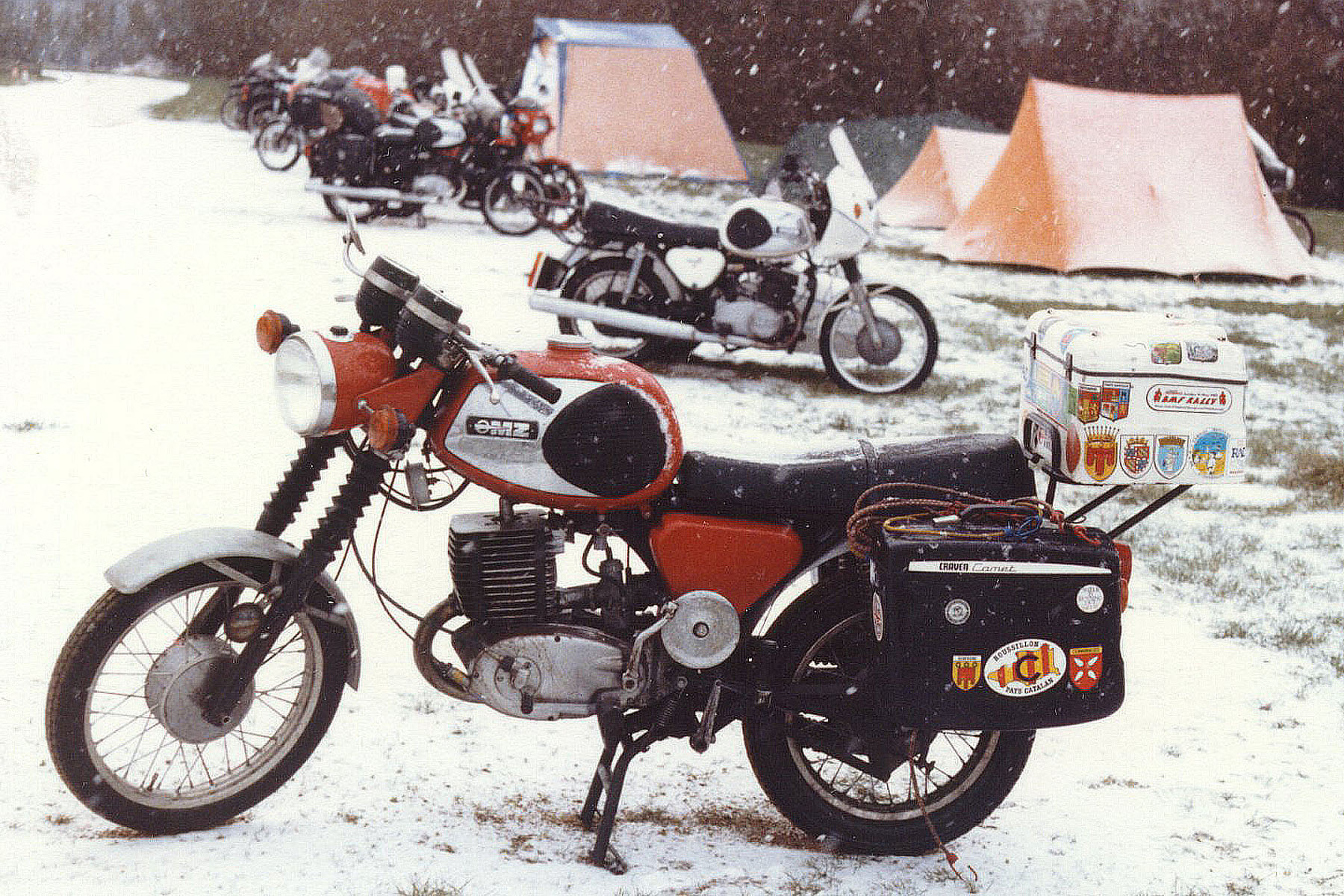
MZ TS 250 (250 cm³, 1973)
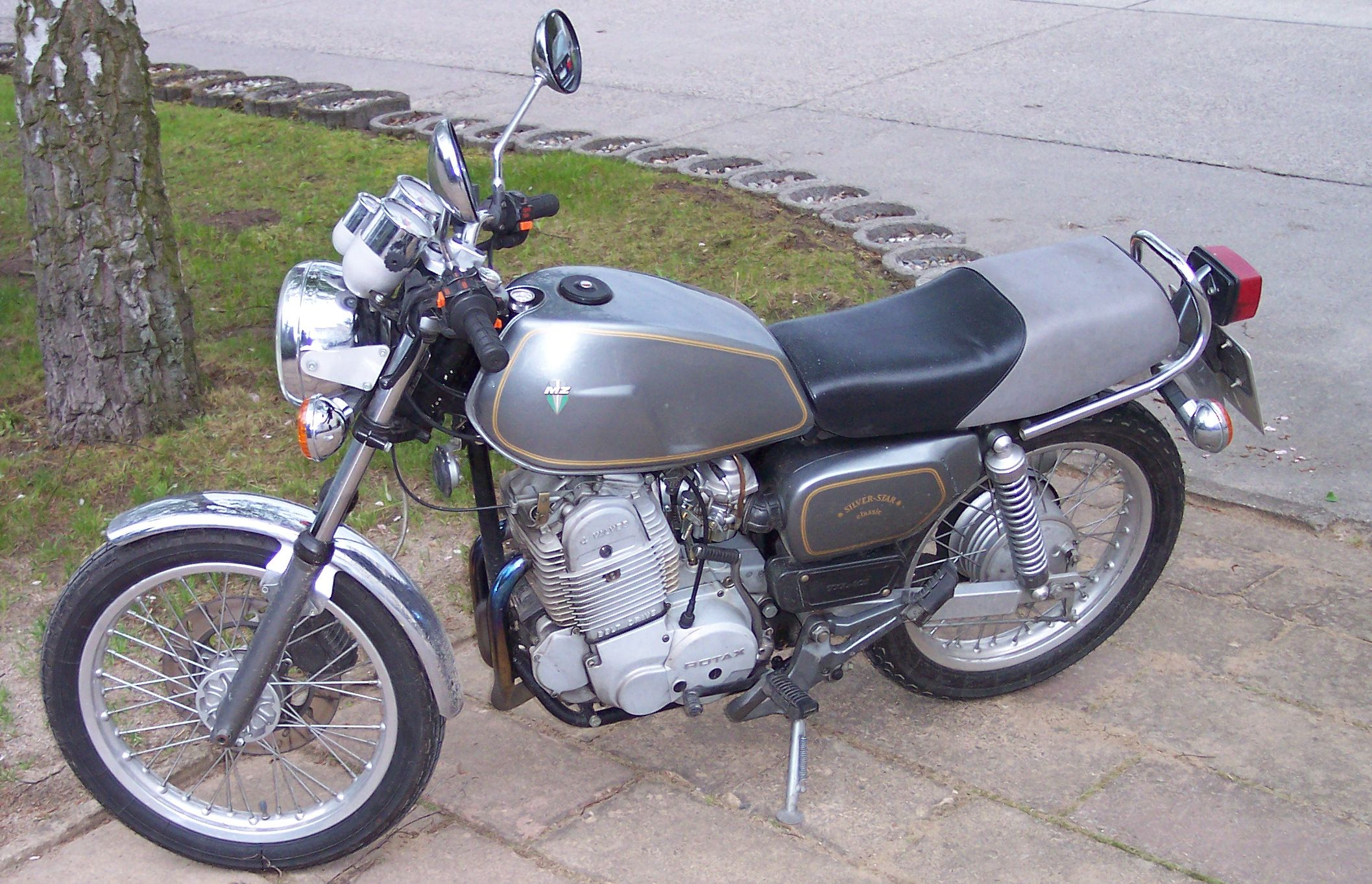
Retro-Roadster MZ 500 R (500 cm³, 1993)
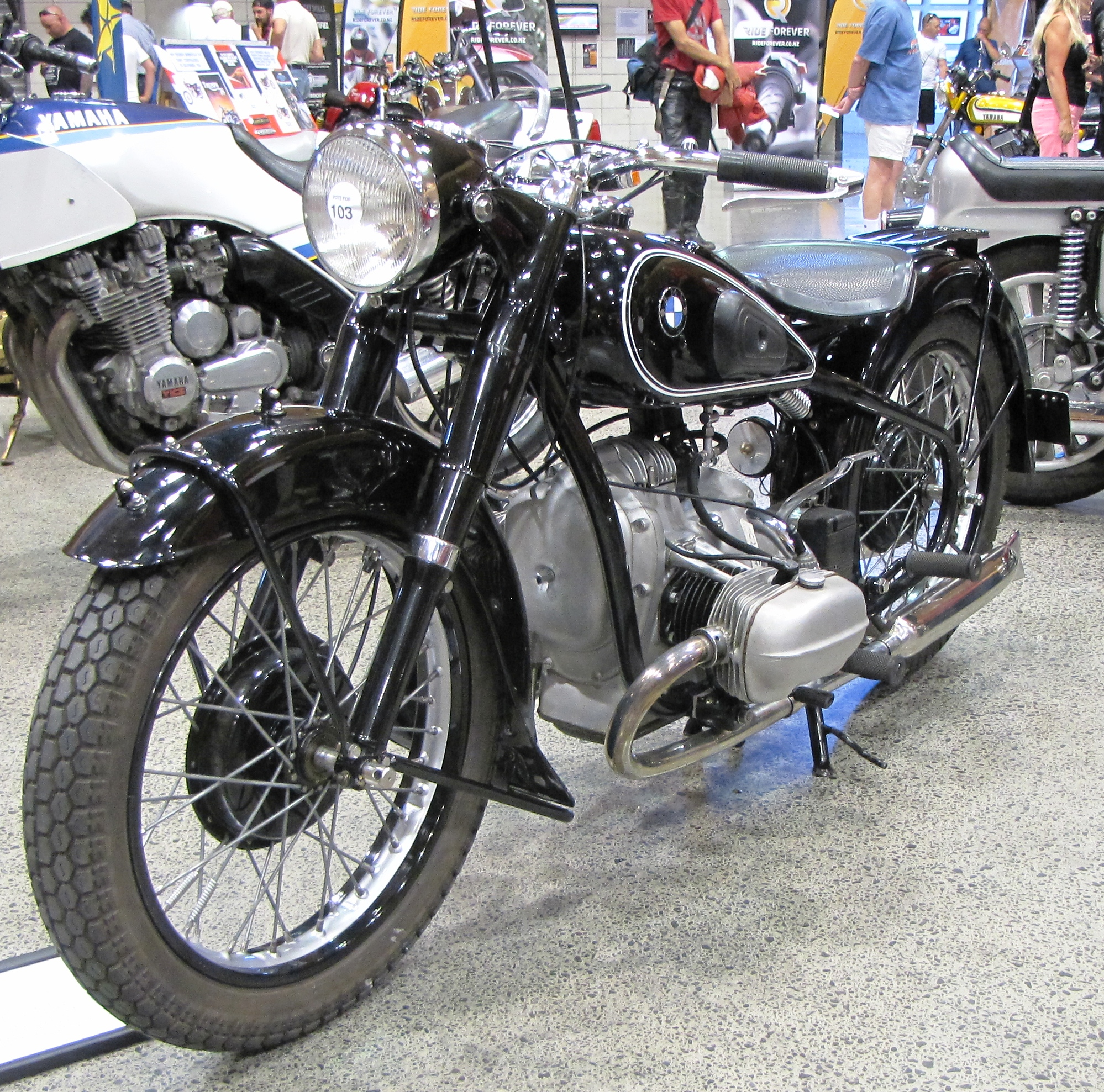
BMW R 5 von 1936 als Vorbild für die BMW R 18
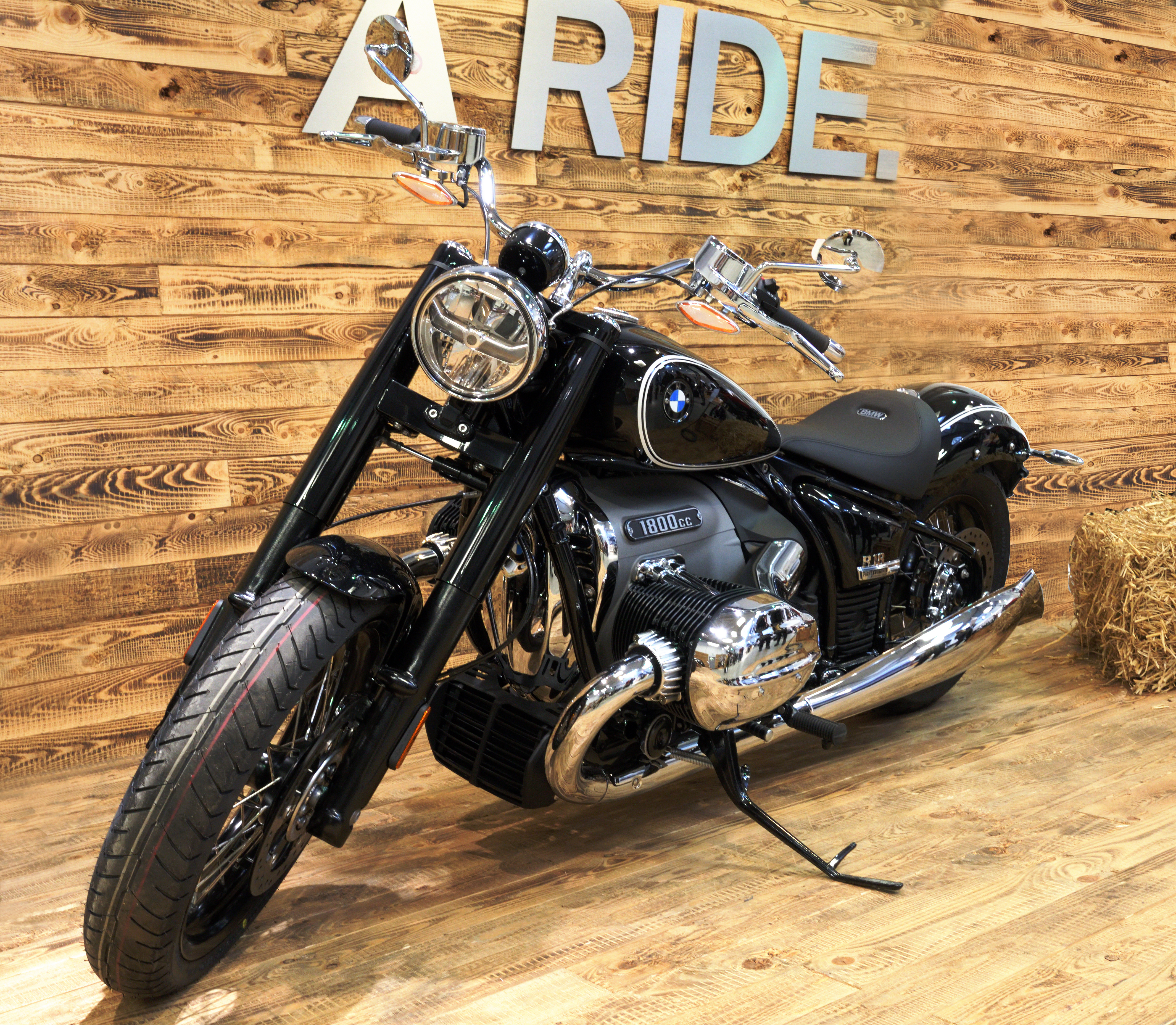
BMW R 18 von 2020

## Elektro- und Elektronikbereich

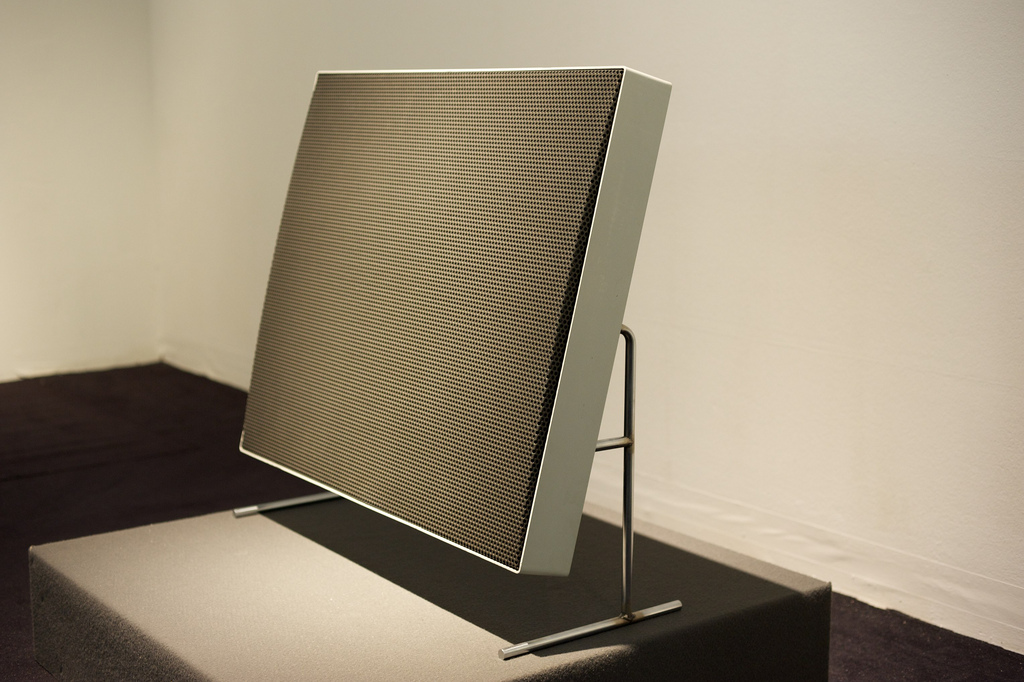
Braun LE1, 1959, als Vorbild für Braun-Lautsprecher 2021

Hier gibt es sowohl Geräte mit bekannten Funktionen wie Haartrockner als auch Kaffeevollautomaten, die 1985 erstmals vorgestellt wurden, im Stil der 1950er Jahre, oder Hifi-Funk-Lautsprecher mit weiteren eingebauten Funktionen. Diese verwenden unter anderem andere Techniken für die einzelnen Lautsprecher-Chassis. Schon 2011 hatte Braun seine Uhren wieder fertigen lassen, ein Digitalwecker wurde App-kompatibel.

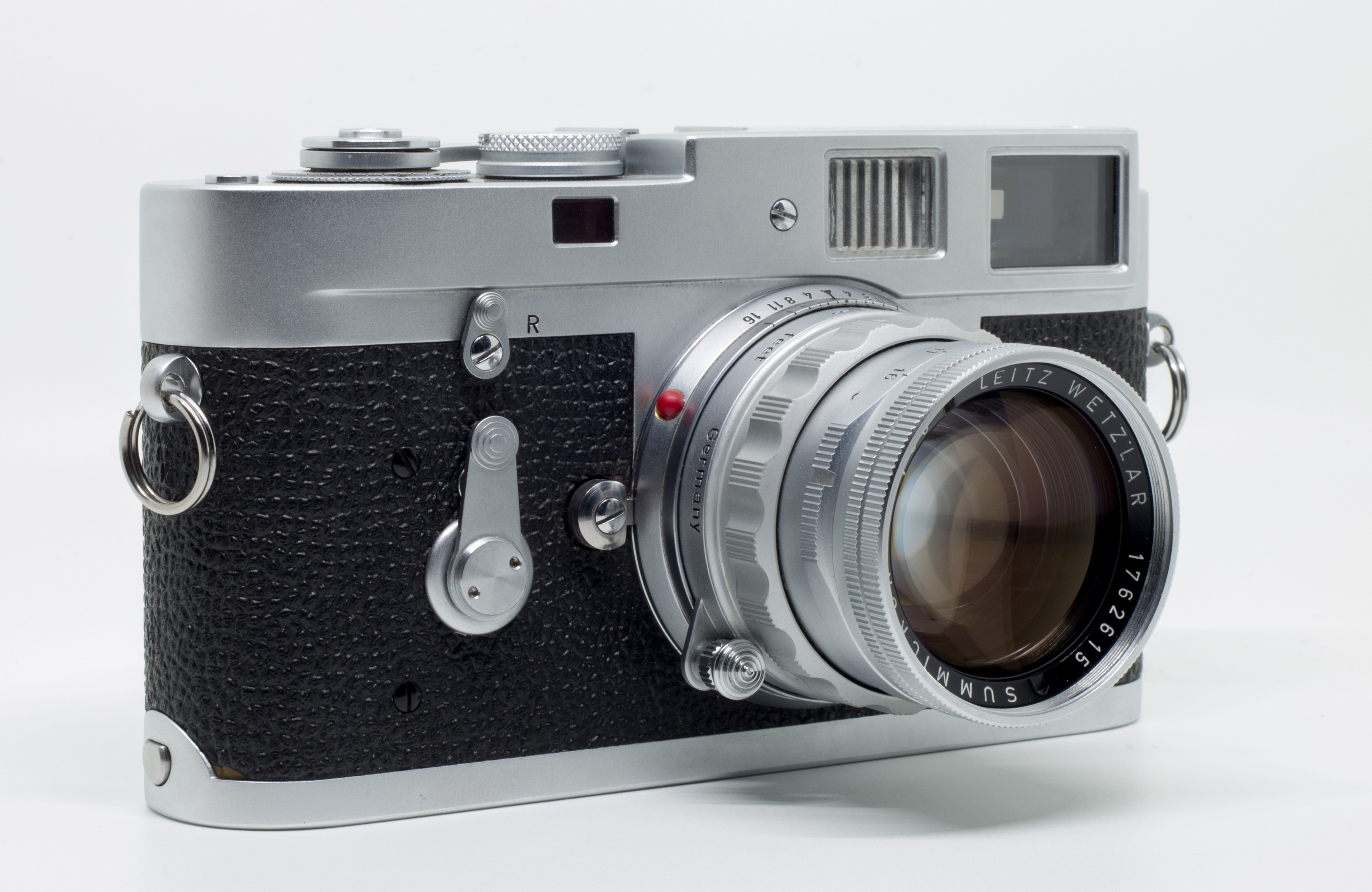
Leica M2, 1958
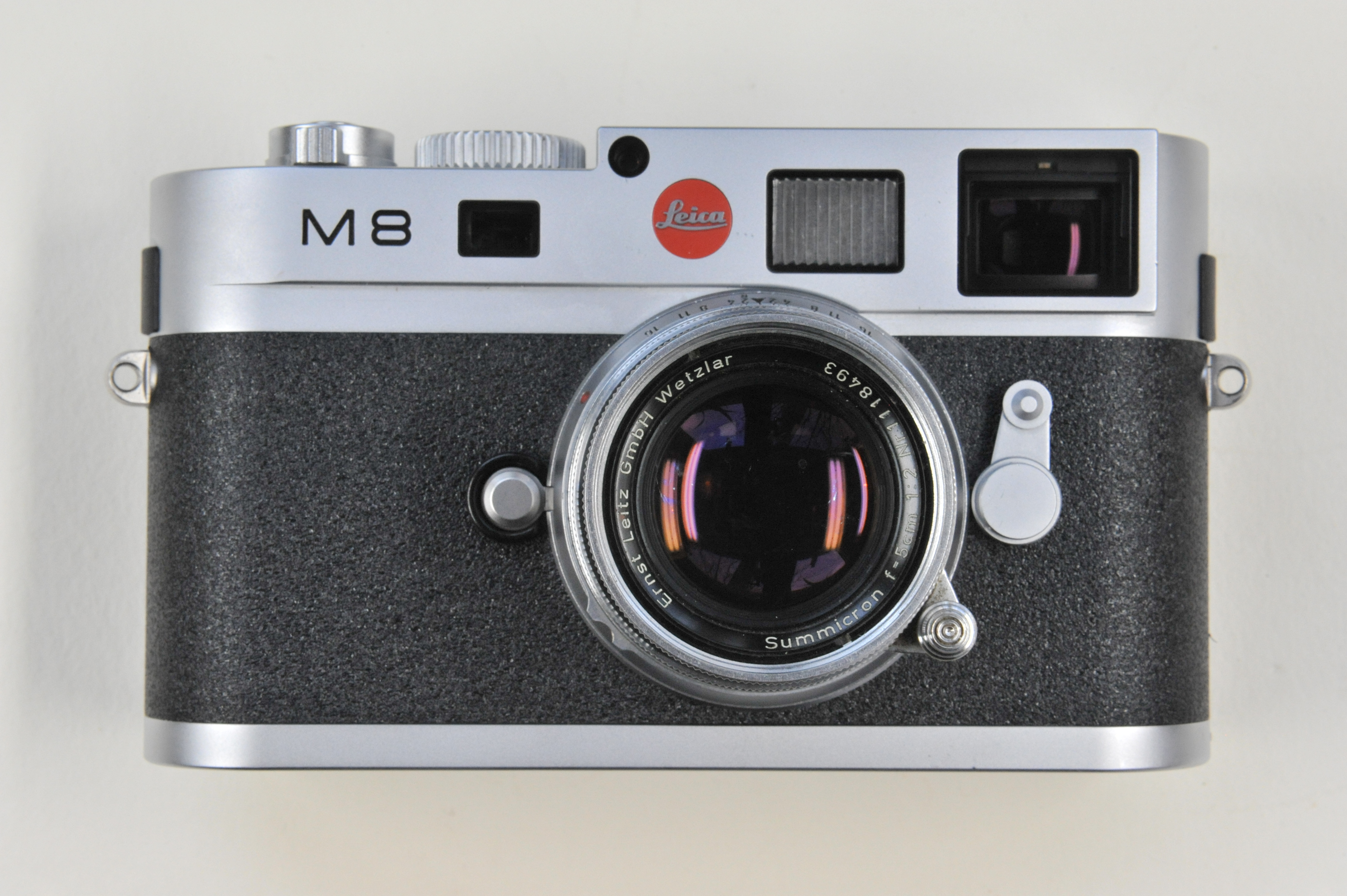
Leica M8, digital 2006
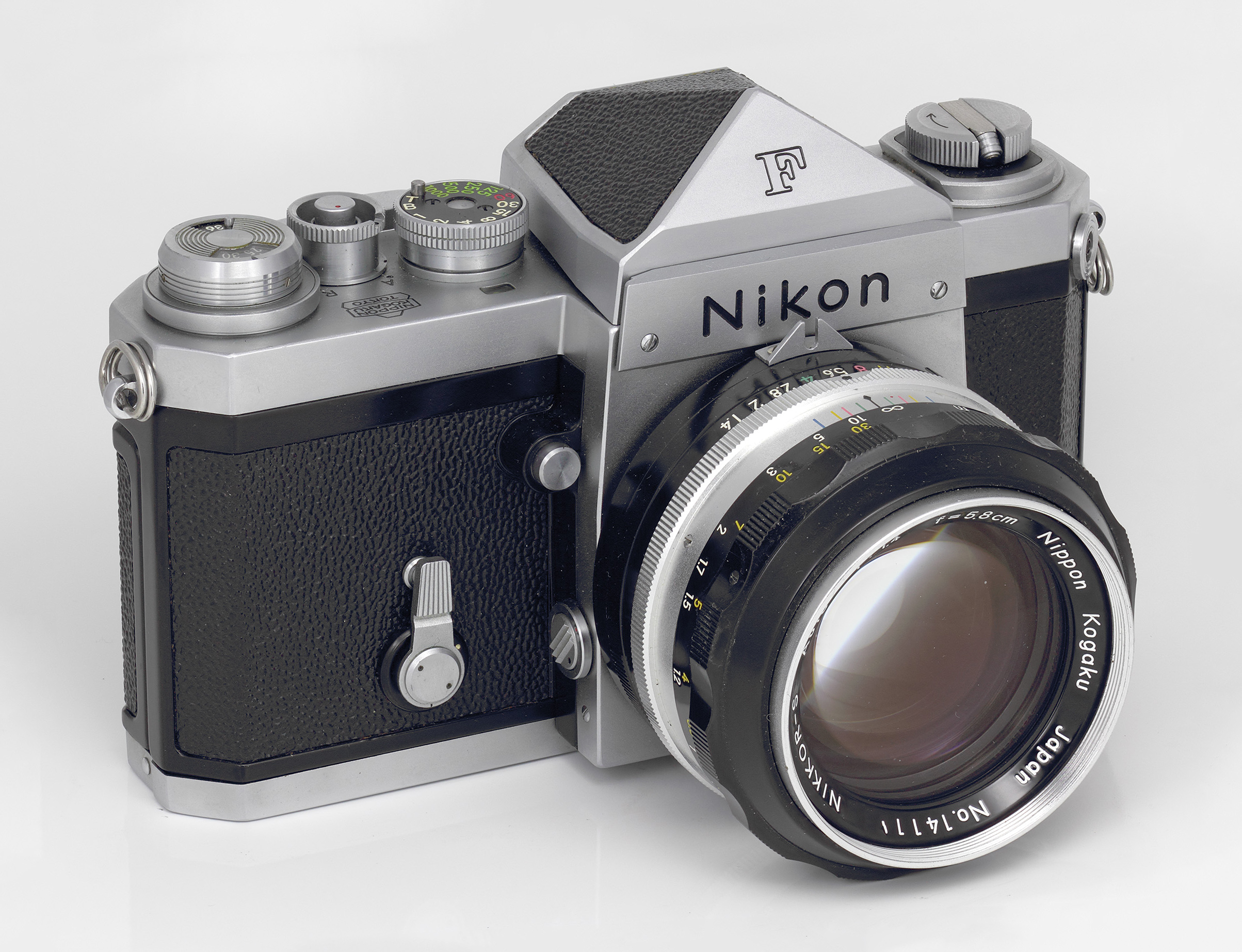
Nikon F (analog), etwa 1963
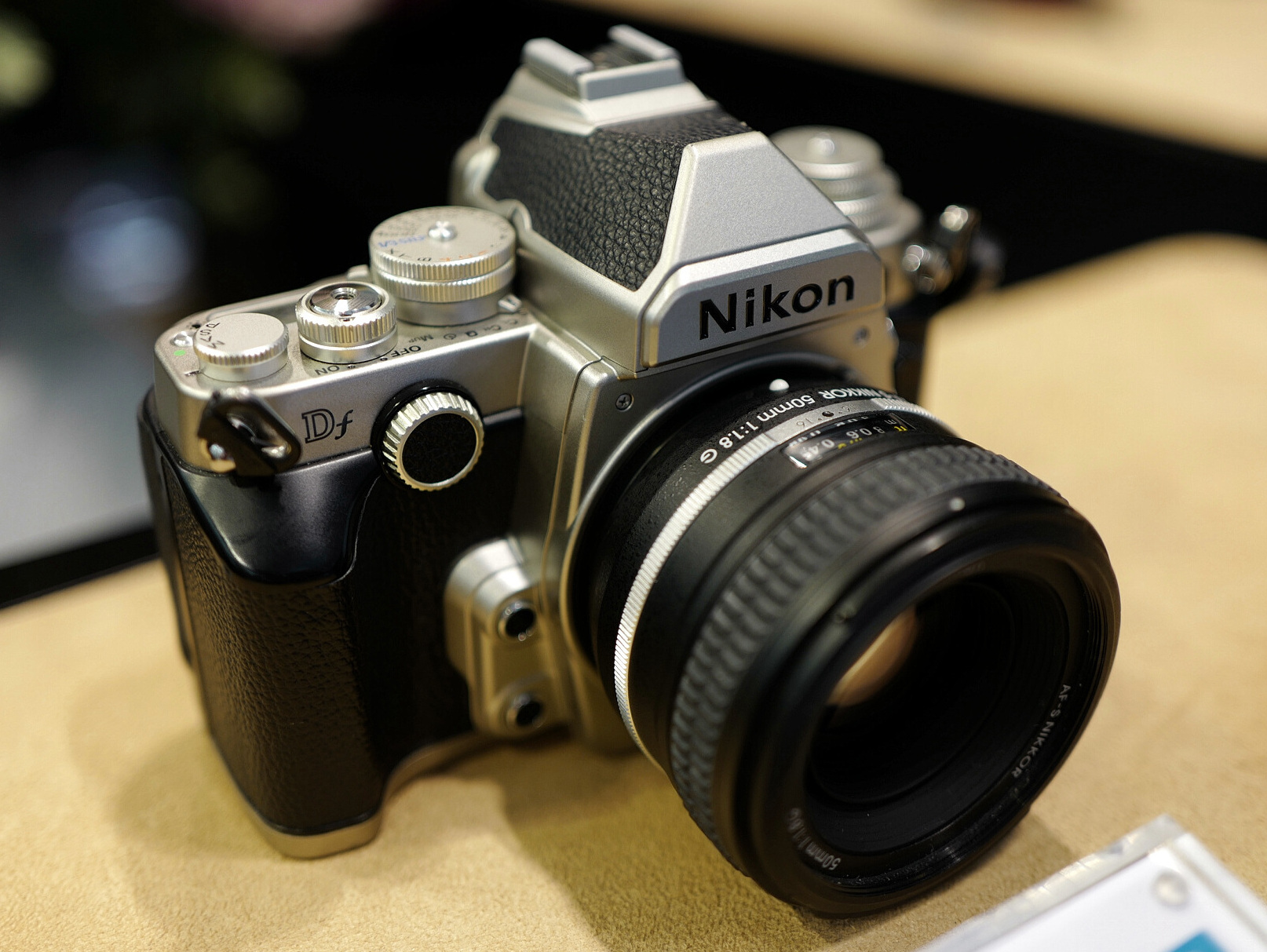
Nikon Df, 2013